# Personaggi di 24
Questa voce contiene un elenco dei personaggi presenti nella serie televisiva 24.

### Jack Bauer

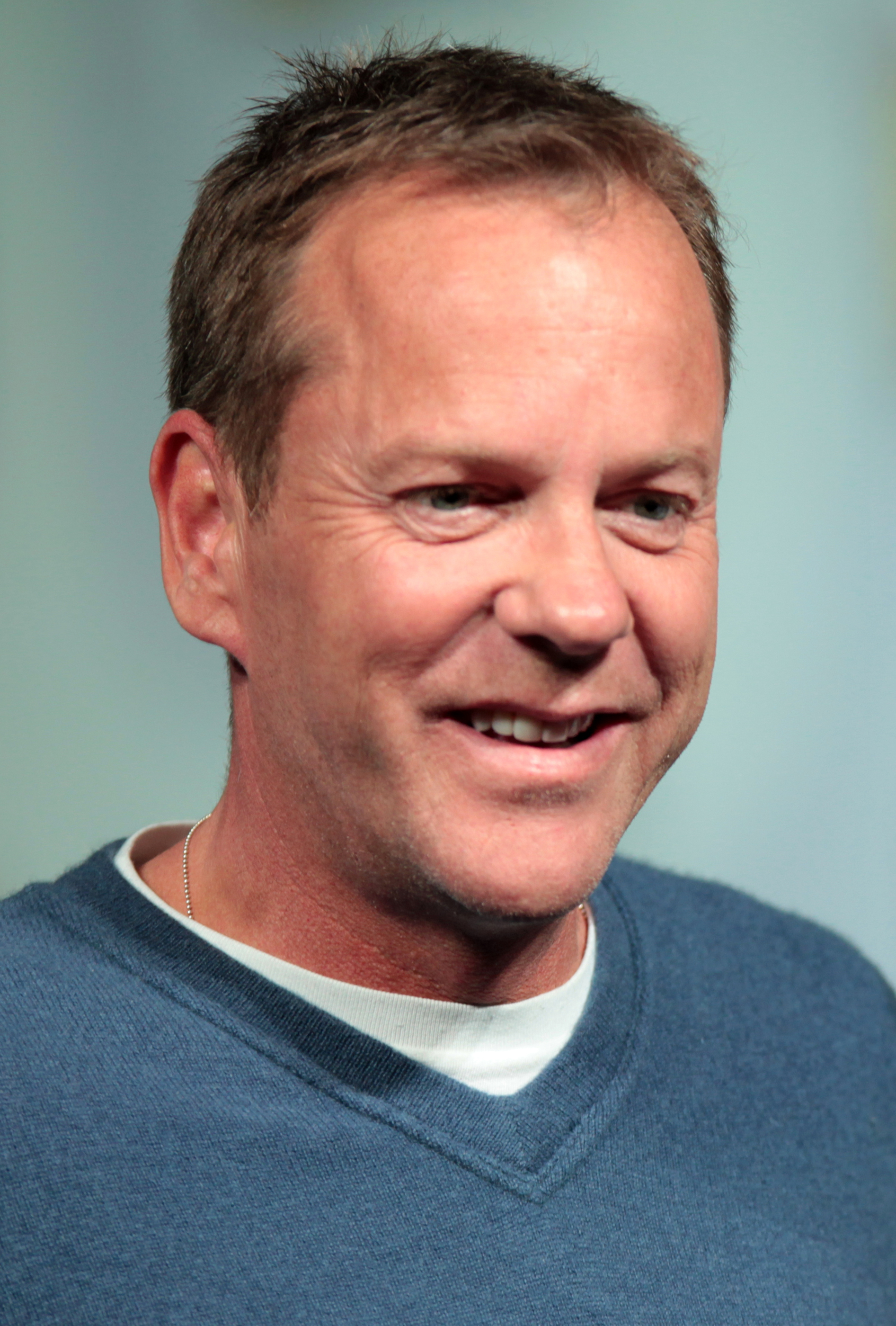
Kiefer Sutherland (2014)

## Personaggi principali
| Personaggio      | Interprete           | Stagione   | Stagione   | Stagione   | Stagione   | Stagione   | Stagione   | Stagione   | Stagione   |
| Personaggio      | Interprete           | 1          | 2          | 3          | 4          | 5          | 6          | 7          | 8          |
| ---------------- | -------------------- | ---------- | ---------- | ---------- | ---------- | ---------- | ---------- | ---------- | ---------- |
| Jack Bauer       | Kiefer Sutherland    | Regolare   | Regolare   | Regolare   | Regolare   | Regolare   | Regolare   | Regolare   | Regolare   |
| Teri Bauer       | Leslie Hope          | Regolare   |            |            |            |            |            |            |            |
| Nina Myers       | Sarah Clarke         | Regolare   | Ricorrente | Ricorrente |            |            |            |            |            |
| Kim Bauer        | Elisha Cuthbert      | Regolare   | Regolare   | Regolare   |            | Ricorrente |            | Ricorrente | Ricorrente |
| David Palmer     | Dennis Haysbert      | Regolare   | Regolare   | Regolare   | Ricorrente | Ricorrente |            |            |            |
| Tony Almeida     | Carlos Bernard       | Ricorrente | Regolare   | Regolare   | Ricorrente | Regolare   |            | Regolare   |            |
| Sherry Palmer    | Penny Johnson Jerald | Ricorrente | Regolare   | Ricorrente |            |            |            |            |            |
| George Mason     | Xander Berkeley      | Ricorrente | Regolare   |            |            |            |            |            |            |
| Kate Warner      | Sarah Wynter         |            | Regolare   | Guest      |            |            |            |            |            |
| Michelle Dessler | Reiko Aylesworth     |            | Ricorrente | Regolare   | Ricorrente | Guest      |            |            |            |
| Chase Edmunds    | James Badge Dale     |            |            | Regolare   |            |            |            |            |            |
| Audrey Raines    | Kim Raver            |            |            |            | Regolare   | Regolare   | Ricorrente |            |            |
| Erin Driscoll    | Alberta Watson       |            |            |            | Regolare   |            |            |            |            |
| Sarah Gavin      | Lana Parrilla        |            |            |            | Regolare   |            |            |            |            |
| Curtis Manning   | Roger Cross          |            |            |            | Regolare   | Regolare   | Ricorrente |            |            |
| James Heller     | William Devane       |            |            |            | Regolare   | Ricorrente | Ricorrente |            |            |
| Chloe O'Brian    | Mary Lynn Rajskub    |            |            | Ricorrente | Ricorrente | Regolare   | Regolare   | Regolare   | Regolare   |
| Bill Buchanan    | James Morrison       |            |            |            | Ricorrente | Regolare   | Regolare   | Regolare   |            |
| Charles Logan    | Gregory Itzin        |            |            |            | Ricorrente | Regolare   | Ricorrente |            | Ricorrente |
| Edgar Stiles     | Louis Lombardi       |            |            |            | Ricorrente | Regolare   |            |            |            |
| Martha Logan     | Jean Smart           |            |            |            |            | Regolare   | Guest      |            |            |
| Milo Pressman    | Eric Balfour         | Ricorrente |            |            |            |            | Regolare   |            |            |
| Wayne Palmer     | David Brian Woodside |            |            | Ricorrente | Ricorrente | Ricorrente | Regolare   |            |            |
| Morris O'Brian   | Carlo Rota           |            |            |            |            | Ricorrente | Regolare   | Ricorrente |            |
| Karen Hayes      | Jayne Atkinson       |            |            |            |            | Ricorrente | Regolare   |            |            |
| Tom Lennox       | Peter MacNicol       |            |            |            |            |            | Regolare   |            |            |
| Nadia Yassir     | Marisol Nichols      |            |            |            |            |            | Regolare   |            |            |
| Sandra Palmer    | Regina King          |            |            |            |            |            | Regolare   |            |            |
| Ethan Kanin      | Bob Gunton           |            |            |            |            |            | Ricorrente | Regolare   | Ricorrente |
| Allison Taylor   | Cherry Jones         |            |            |            |            |            |            | Regolare   | Regolare   |
| Henry Taylor     | Colm Feore           |            |            |            |            |            |            | Regolare   |            |
| Renee Walker     | Annie Wersching      |            |            |            |            |            |            | Regolare   | Regolare   |
| Larry Moss       | Jeffrey Nordling     |            |            |            |            |            |            | Regolare   |            |
| Sean Hillinger   | Rhys Coiro           |            |            |            |            |            |            | Regolare   |            |
| Janis Gold       | Janeane Garofalo     |            |            |            |            |            |            | Regolare   |            |
| Omar Hassan      | Anil Kapoor          |            |            |            |            |            |            |            | Regolare   |
| Brian Hastings   | Mykelti Williamson   |            |            |            |            |            |            |            | Regolare   |
| Dana Walsh       | Katee Sackhoff       |            |            |            |            |            |            |            | Regolare   |
| Rob Weiss        | Chris Diamantopoulos |            |            |            |            |            |            |            | Regolare   |
| Arlo Glass       | John Boyd            |            |            |            |            |            |            |            | Regolare   |
| Cole Ortiz       | Freddie Prinze Jr.   |            |            |            |            |            |            |            | Regolare   |

### Kim Bauer
Kimberly "Kim" Bauer è interpretato da Elisha Cuthbert. Kim Bauer è la figlia dell'agente del Counter Terrorist Unit (CTU) di Los Angeles Jack Bauer e della moglie di quest'ultimo, Teri. Nasce a Santa Monica, in California, nel 1987. Dopo essersi ritirata dal Santa Monica High School, ottiene un associate degree in programmazione informatica al Santa Monica College. Durante la prima stagione Kim viene rapita insieme alla madre Teri su ordine del terrorista serbo Victor Drazen come ritorsione verso Jack che in una precedente missione aveva ucciso la moglie e la figlia di Drazen. Jack viene ricattato con l'obbligo di uccidere il senatore David Palmer, responsabile della missione in Serbia. Alla fine della stagione Kim e Teri saranno liberate e Drazen ucciso, ma Teri morirà per mano di Nina Myers.
Durante la seconda stagione Kim è ancora arrabbiata col padre per la morte della madre. Lavora come babysitter presso una ricca famiglia di Los Angeles. È costretta a fuggire con la bambina che assiste perché il padre di quest'ultima è un violento. Nonostante chieda aiuto a Jack, la vicenda di Kim e quella del padre non si incrociano mai direttamente per tutta la stagione ad eccezione della prima e dell'ultima puntata, quando Kim, dopo essersi salvata da innumerevoli guai, si riconcilia col padre, promettendogli di prendersi cura di lui.

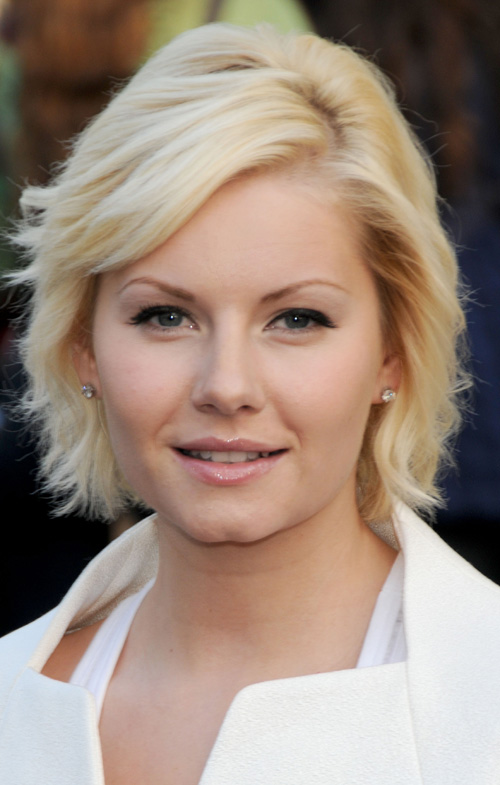
Elisha Cuthbert (2009)

Durante la terza stagione Kim lavora come analista informatico del CTU di Los Angeles e ha una relazione con l'agente Chase Edmunds. Nel corso della stagione si improvvisa anche agente operativo quando il CTU deve recuperare la figlia di Stephen Saunders, per impedirgli di rilasciare un mortale virus in undici città degli Stati Uniti.
Durante la quinta stagione Kim appare in due puntate, scoprendo che il padre è ancora vivo. Nonostante dichiari a Jack di essere contenta che lui sia vivo, gli dice anche che non vuole vederlo più, perché non è più disposta a soffrire per lui.
Durante la settima stagione Kim è sposata e ha una figlia di nome Teri, come sua madre. Compare nel finale di stagione, in 5 puntate, per ritrovare suo padre e ricominciare una nuova vita con lui. Aiuta anche l'FBI a ritrovarlo, quando questi viene sequestrato da Tony Almeida. A fine stagione accetta di aiutare Jack, che è rimasto contaminato da un agente patogeno, attraverso le cure delle cellule staminali.
Durante la ottava stagione Kim appare nelle prime due puntate. Jack è ormai guarito e ha deciso di tornare a Los Angeles con la figlia. Gli avvenimenti di quel giorno lo obbligano però a rientrare in servizio al CTU a rimandare il suo viaggio di ritorno con la figlia. Kim torna a casa senza di lui dopo che Jack le ha promesso che la raggiungerà a fine missione.

### Teri Bauer

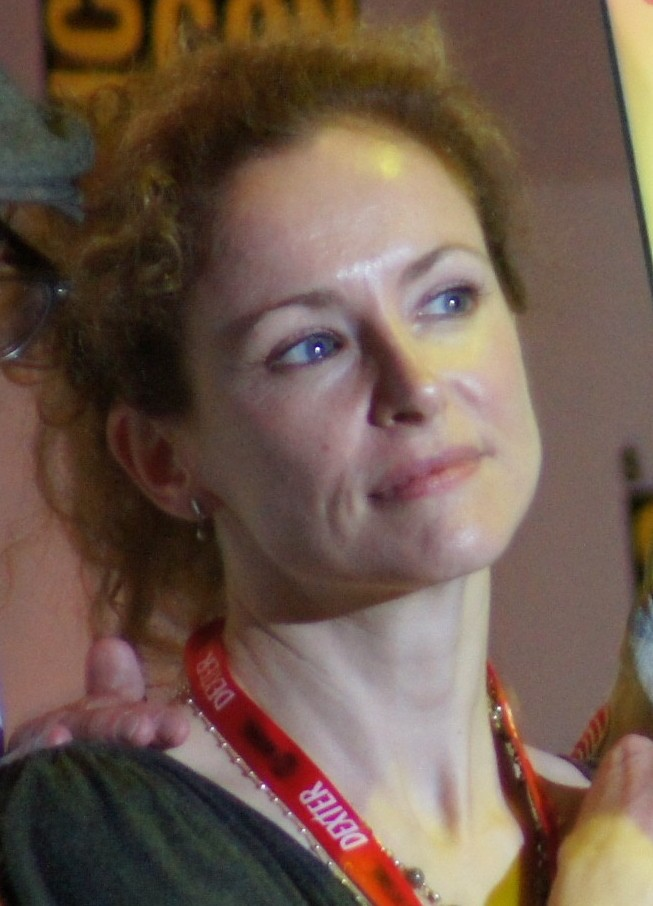
Leslie Hope (2011)

Teri Bauer è interpretata da Leslie Hope. Teri Bauer è nata nel 1968. È la moglie di Jack Bauer e la madre di Kim Bauer. Lavora come designer degli interni freelance e all'Università della California. All'inizio della prima stagione, Jack è appena tornato a casa da sua moglie e sua figlia, su richiesta di Teri. La loro figlia Kim, infatti, è stata sempre ostile con Teri e si è schierata col padre al momento della separazione. Questo mostra l'insofferenza di Kim nei confronti dei genitori. Quando è diventato evidente che la ragazza fosse scappata di casa, Teri si è messa a cercarla, assieme ad uomo chiamato Alan York, padre della ragazza con cui è uscita Kim nel cuore della notte. Quando Kim si è resa conto di non avere più il controllo della situazione, chiama la madre, ma viene minacciata e le dice che tutto va bene. Teri resta con Alan e, successivamente, scoprono che la figlia di York, Janet, è stata ricoverata in ospedale. Teri e Alan si dirigono così all'ospedale dove scoprono che Janet è stata investita da un'automobile. Nel frattempo, Jack raggiunge Teri all'ospedale e viene rivelato che la scomparsa di Kim possa essere legata ad un complotto terroristico. Dopo la chiamata di Gaines, che forza Jack a lasciare l'ospedale, Teri si mette ancora alla ricerca della figlia con Alan. L'uomo ha appena ucciso Janet, rivelando allo spettatore di non essere realmente il padre della ragazza. Teri scopre successivamente che Alan è un impostore, quando Nina Myers le rivela che l'identità del corpo ritrovato da Jack corrisponde ad Alan York. Teri viene così catturata dall'uomo e portata nella base di Gaines. Una volta riunite, scelgono di tentare la fuga, ma un membro dell'organizzazione terroristica, Eli, tenta una violenza sessuale su Kim. Teri si offre così al suo posto, dicendole che non avrebbe opposto resistenza, purché non toccasse sua figlia. L'uomo accetta e Teri riesce a rubargli il telefono cellulare, in modo da poter tentare di chiedere aiuto. Eli, una volta accortosi della perdita del telefono, lo riferisce a Gaines, che per risposta gli dà l'ordine di uccidere entrambe le donne. Terri e Kim, nel frattempo, decidono di uccidere l'uomo e di aspettare Jack, per poi fuggire assieme. Dopo aver assassinato Eli, si servono dell'aiuto di Rick, che ruba un furgoncino per loro, ma avverte Gaines del tentativo di fuga. Teri scappa nel bosco con la figlia, ma entrambe sono trovate dalla polizia, che le fa evacuare. Teri e Kim vengono portate all'ospedale, dove Teri scopre di essere incinta. Le due vengono successivamente portate in una casa, sorvegliate dagli uomini del CTU. La casa viene poi attaccata dagli uomini di Victor Drazen e le donne tentano la fuga in automobile. La macchina, però, cade in un dirupo ed esplode, con Kim apparentemente al suo interno. Teri, dopo l'incidente, ha subito un malore che le ha provocato un'amnesia. Viene aiutata dall'uomo che ha frequentato mentre era separata da Jack: è così tornata al CTU, da Tony Almeida, dove si è sentita in salvo. Dopo aver saputo che Jack e Kim stavano tornando al CTU, Teri ha cercato Nina per parlarle, ma ha scoperto inavvertitamente che la donna ha lavorato per i fratelli Drazen. Myers si è poi accorta di Teri e l'ha catturata, legandola a una sedia e imbavagliandola. Nina ha poi detto a Teri che l'avrebbe lasciata in una piccola stanza, ma in realtà la uccide, sparandole allo stomaco. Il piano di Myers, infatti, prevede una fuga in Germania, ma Jack è nel frattempo arrivato al CTU e riesce a catturarla. L'uomo si è poi messo alla ricerca della moglie, trovandone così il corpo.

### Bill Buchanan

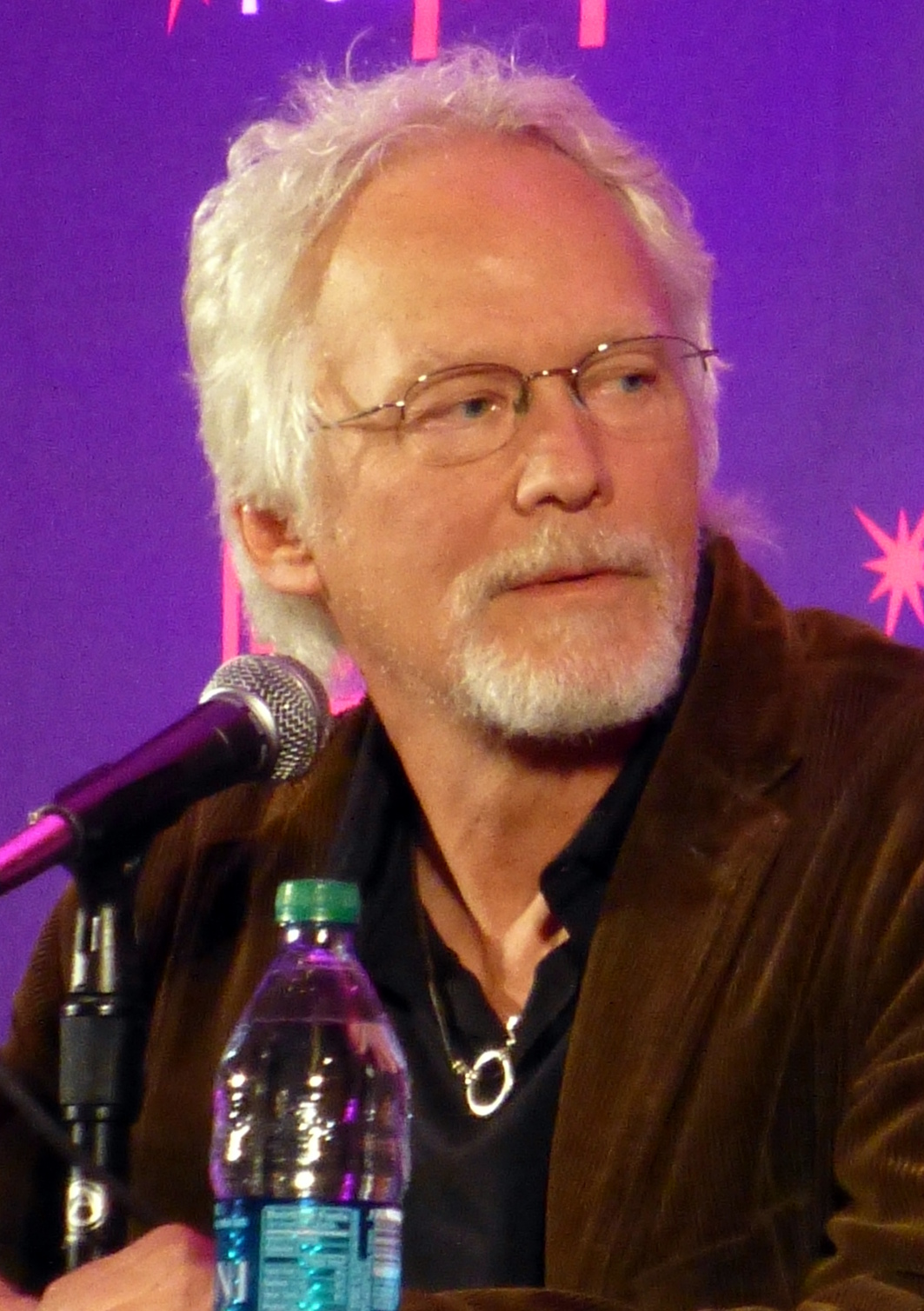
James Morrison (2014)

Bill Buchanan è interpretato da James Morrison. Bill fa il suo ingresso nella serie a metà della quarta stagione, quando viene chiamato dalla Divisione a dirigere il CTU, che si trova in una situazione di estrema emergenza; inizialmente osteggiato da tutti (anche per via di una sua breve relazione passata con Michelle Dessler), Bill viene presto accettato da tutti i membri dell'agenzia per via della sua dedizione al lavoro e della sua competenza. Nel corso delle stagioni stabilisce un ottimo rapporto di lavoro con tutti, anche con Jack Bauer, con cui, pur tra gli inevitabili problemi ed incomprensioni del caso, nasce una sincera amicizia. Nel corso degli eventi della quinta stagione conosce Karen Hayes, membro dell'NSA, la quale inizialmente lo giudica incompetente ed incapace, salvo poi ricredersi. Alla fine, tra i due scocca la scintilla, e tra la quinta e la sesta stagione si sposano. La loro unione è messa a dura prova durante la sesta stagione, dove Bill e Karen (diventata nel frattempo consigliere del Presidente degli Stati Uniti Wayne Palmer) si ritrovano in contrasto su molte decisioni critiche, e le loro azioni arrivano al punto di portarli ad un passo dall'incriminazione; alla fine, tutto si risolve per il meglio, e le dimissioni di entrambi riportano il sereno nella coppia. Nella settima stagione, Bill viene contattato da Tony Almeida per aiutarlo a sventare un possibile complotto terroristico che risiede ai più alti piani del Governo degli Stati Uniti. Senza più il CTU (che è stato smantellato proprio dal Governo), Bill chiama una delle poche persone di cui si fida, Chloe O'Brien, ed insieme a lei si sposta da Los Angeles a Washington per indagare e raccogliere prove che possano incastrare gli uomini dietro al complotto. Anche Jack Bauer si trova nella capitale, e casualmente entra in contatto con Bill, il quale lo convince ad unirsi a lui per aiutarlo, insieme a Tony e Chloe. Il gruppo si butta così a capofitto nell'operazione, ma questa indagine personale diventa fatale per Bill: durante un attacco terroristico alla Casa Bianca, si sacrifica per salvare la vita al Presidente Allison Taylor, e così Bill muore sotto gli occhi di un impotente Jack.

### Nina Myers
Nina Myers è interpretata da Sarah Clarke. Nina è stata la seconda più alta in grado al Counter Terrorist Unit (CTU) di Los Angeles, nella prima stagione della serie. Nina Myers è nata a Boston nel 1968. Ha ricevuto un bachelor in studi sul Medio Oriente dall'Università di Harvard e una laurea magistrale in criminologia dal John Jay College of Criminal Justice. Ha lavorato per il Consiglio di sicurezza delle Nazioni Unite, prima di arrivare al CTU. Ha rivelato di aver tradito Jack Bauer e l'intero CTU al termine della prima stagione, per poi apparire come antagonista ricorrente nella seconda e nella terza stagione.
Prima dell'inizio del Day 1, Nina ha avuto una relazione sentimentale con Jack Bauer, all'epoca separato dalla moglie Teri, terminata però con la riconciliazione tra Jack e Teri e con il coinvolgimento romantico tra Nina ed il collega Tony Almeida. Dopo un imbarazzo iniziale, Jack e Nina hanno collaborato nel lavoro, spesso anche fuori dai canali convenzionali. Dopo la scoperta del tradimento di Jamey Farrell, analista del CTU, Tony e Nina l'hanno interrogata. Inizialmente, lo spettatore ha pensato che Jamey avesse tentato il suicidio, ma al termine della stagione si scoprirà che è stata Nina ad ucciderla. La moglie di Jack e sua figlia Kim sono state, intanto, rapite dal terrorista Ira Gaines, nel suo tentativo di ricattare Bauer, facendogli uccidere il Senatore David Palmer. Nina, all'oscuro della situazione, ha iniziato ad avere delle perplessità sul comportamento sospetto di Jack, tanto che Gaines ordina a Bauer di ucciderla. Jack l'ha quindi rapita e trasportata in un campo desolato, seguendo le istruzioni di Gaines, ma prima di spararle le ha passato un giubbotto antiproiettile e l'ha informata del rapimento della sua famiglia. Nina è successivamente tornata al CTU ed ha ristabilito i contatti con Jack. Dopo la morte di Gaines e il recupero di Teri e Kim, Nina ha portato entrambe in una casa di sicurezza, per interrogarle. Durante questo periodo, Nina ha rivelato a Teri la relazione tra lei e Jack, durante il periodo in cui i due erano separati. Dopo aver lasciato delle guardie del CTU a proteggere la famiglia di Jack, Nina è tornata alla base operativa. Poco tempo dopo, la casa viene attaccata: Kim e Teri riescono a fuggire, ma si dividono. Teri, credendo morta la figlia in un incidente d'auto, viene colpita da amnesia. Nina ha continuato a lavorare al CTU ma non è riuscita ad avvertire Jack della scomparsa di sua moglie e sua figlia. Poco prima delle ore undici, viene rivelato che Nina lavora, in realtà, per Victor Drazen: questo lo si scopre quando ha contattato il figlio Andre rivelando che David Palmer era ancora vivo, nonostante le notizie date dai media, confermando che l'attentato fattogli con una bomba nascosta nel cellulare non è andato a segno. Nelle discussioni con Drazen, ha usato il nome "Yelena". Come risultato di questa informazione, i Drazen hanno cancellato l'accordo con Jack, che prevedeva il rilascio della figlia, che viene così catturata nuovamente. I Drazen hanno così elaborato un nuovo piano: hanno dato l'ordine a Nina di informare Jack della morte della figlia (in realtà viva), per farlo uscire allo scoperto. Nina ha quindi contattato Bauer, dicendogli che il corpo di Kim è stato ritrovato dalla guardia costiera: il piano ha però sortito l'effetto contrario. Jack, infatti, preso dalla rabbia, è riuscito ad uccidere i Drazen e i loro uomini. Bauer ha poi scoperto dalla guardia costiera che nessun cadavere è stato ritrovato, scoprendo così il tradimento di Nina. Jack ha avuto la conferma della colpevolezza di Myers da George Mason, che ha trovato il video dell'uccisione di Jamey Farrell. Smascherata, Nina ha cercato di fuggire dal CTU, dopo aver tentato di rimuovere tutti i file compromettenti. Nel frattempo, ha parlato al cellulare con una complice, discutendo di una fuga in Germania. Quando viene interrotta da un tecnico del CTU, Nina lo uccide. Nel frattempo, Teri Bauer ha raggiunto Nina e ha scoperto la morte del tecnico. Nel momento in cui Nina si è accorta di lei, l'ha catturata e legata ad una sedia. Nina ha poi finito di cancellare i dati e, prima di andarsene, ha ucciso Teri. Un rientrante Jack, però, è riuscito ad intercettare Nina nel garage del CTU, impedendole la fuga. Le ha puntato contro la pistola ed è sembrato pronto a sparare. Bauer le ha comunicato la sua delusione con un laconico "Mi fidavo di te". Lei gli ha risposto, però, che se l'avesse uccisa, non avrebbe mai saputo per chi lavorava. Mason e Almeida sono riusciti però a convincere Jack a lasciarla in vita; una volta che Nina è stata arrestata, Jack si è riunito alla figlia Kim, ma poco dopo ha scoperto la morte della moglie.

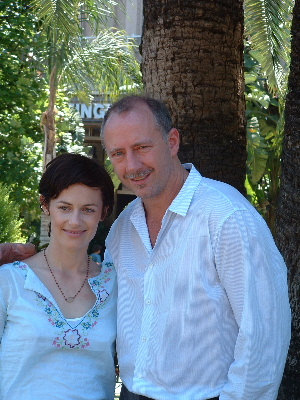
Sarah Clarke e Xander Berkeley (2003)

Nella seconda stagione Bauer ha tracciato il profilo della persona che ha venduto i piani del CTU ad un gruppo terroristico ed ha scoperto che è Nina. Dopo averla interrogata, Myers chiede, in cambio dell'aiuto, un indulto. Una volta ricevuto, Jack è costretto a tornare a lavorarci: ha comunque spaventato la donna facendole fare un lavoro complicato, come riuscire a parlare con il complice Mamud Faheen. Bauer è riuscito poi a catturare Faheen dopo che Nina lo ha localizzato. La donna ha avvertito Faheen della presenza del CTU e soltanto l'irruzione degli uomini di Bauer ne ha permesso la cattura. Nel frattempo, Nina ha tentato la fuga, ma Jack è riuscito a catturarla immediatamente. Nina ha poi interrogato Faheen riguardo Ali e, dopo aver scoperto la sua posizione, lo ha ucciso. In cambio dell'informazione, Nina ha chiesto di aggiungere altri termini all'accordo, ma prima di poter dire cosa volesse, l'aereo su cui viaggiavano è stato colpito da un missile terra-aria. Il velivolo è quindi precipitato, ma sia Jack che Nina sono riusciti a sopravvivere. Sul luogo dell'impatto, sono giunti alcuni uomini dell'Unità Serpente Corallo, per verificare la morte dei passeggeri. Con l'aiuto di Nina, Jack è riuscito però ad ucciderli: la donna, infatti, ha localizzato i nemici e ha passato le munizioni a Bauer. Ne ha però tenuta una per sé e quando Jack ha abbandonato l'arma, Nina se ne è impossessata e lo ha rapito. Dopo l'arrivo degli agenti del CTU, Nina ha chiesto di parlare al Presidente Palmer, chiedendo il perdono per i crimini del passato e per un crimine futuro, ossia l'omicidio di Jack. Palmer ha accettato le sue richieste, spinto da Bauer, ma un cecchino è riuscito a ferire Myers, che viene così catturata. Palmer è stato quindi informato della fine dell'accordo ed ha ordinato che venisse trasportata a Los Angeles, per condividere con i cittadini la paura della possibile esplosione di un'arma nucleare nella città. Quando Nina è stata portata via, Jack le ha detto qualcosa all'orecchio, che non è però stato rivelato ai telespettatori.
Nella terza stagione Bauer ha incontrato, ancora una volta, Myers in Messico. Entrambi, infatti, hanno cercato di acquistare un'arma biologica. Dopo aver scoperto il coinvolgimento di Jack, Nina ha minacciato di abbandonare l'asta, ma il venditore Michael Amador l'ha fermata, dicendole che il suo capo non sarebbe stato contento della decisione. La donna ha vinto l'asta, presentando l'offerta più alta, ma viene seguita e bloccata da Jack Bauer, con la speranza di poter entrare in possesso dell'arma. Myers ha però rovesciato la situazione in suo favore, mettendo k.o. Jack e catturandolo. Quando ha ripreso conoscenza, Bauer le ha spiegato di non lavorare più per il CTU, ma lei non le crede (a ragione). Così, Nina lo implora di "convincerla", con un bacio. Lei ha realizzato, così, che in realtà Bauer stesse mentendo, ma Jack è riuscito a tramortirla con una testata e si è liberato, per passare da prigioniero a carceriere. Obbligata a collaborare, Nina ha ottenuto il virus da Amador, ma in realtà si è trattato solo di una bomba, per ucciderla. Nel momento dell'esplosione, però, non è stata lei ad avere la fiala, bensì Ramon Salazar. Nina ha tentato la fuga, approfittando della confusione, ma è stata intercettata da Chase Edmunds. La donna è però riuscita ad avere la meglio e lo ha preso in ostaggio. Jack è riuscito però a liberarlo e l'ha catturata, ordinando un aereo per riportarla al CTU. Sul volo, però, Bauer viene manipolato con un falso numero telefonico, che ha in realtà attivato un virus nella rete del CTU. Per fermare il virus, ha chiesto di essere riportata in Messico e di essere lasciata libera. Bauer ha però rifiutato, convinto che gli uomini del CTU sarebbero riusciti a fermare il virus. Nel frattempo, i piloti del volo hanno ricevuto l'ordine da Tony Almeida di tornare in Messico, ma Jack glielo ha impedito, minacciandoli con la pistola. Chloe O'Brian, nel frattempo, è riuscita a rimuovere il virus ed il piano di Nina è andato in fumo. Al CTU, Myers è stata interrogata da Tony. Lei, però, non ha rivelato nulla, provando anzi a ricordargli la loro passata relazione. Almeida ha dato quindi ordine di torturarla, per avere informazioni. Viene infatti "punzecchiata" con un ago sul collo: durante questa operazione, però, si è fatta volontariamente indietro con la testa, venendo così colpita su un'arteria. È stata così portata alla clinica del CTU, dove i medici hanno provato a fermare l'emorragia. Jack, però, non è stato convinto dall'incidente e soprattutto dal fatto che fosse poco sorvegliata. Mentre Tony gli ha parlato della situazione, infatti, è suonato l'allarme, con Nina che ha cercato di fuggire, dopo aver ucciso dottori e sicurezza. È stata però trovata da Kim Bauer, che le ha puntato una pistola e le ha intimato di arrendersi. Nina le intima però di lasciare cadere la pistola ed andarsene, sostenendo che la ragazza non avesse il coraggio di spararle. Jack ha nel frattempo raggiunto Nina e, quando la donna ha tentato di mirare Kim, le ha sparato, ferendola. Jack ha poi chiesto a Kim di lasciare la stanza e Nina ha cercato di negoziare con lui, tentando però di riprendere la pistola. Jack se ne è così accorto e l'ha uccisa, nella stessa stanza dove Myers ha sparato a Teri, quattro anni prima.

### Tony Almeida

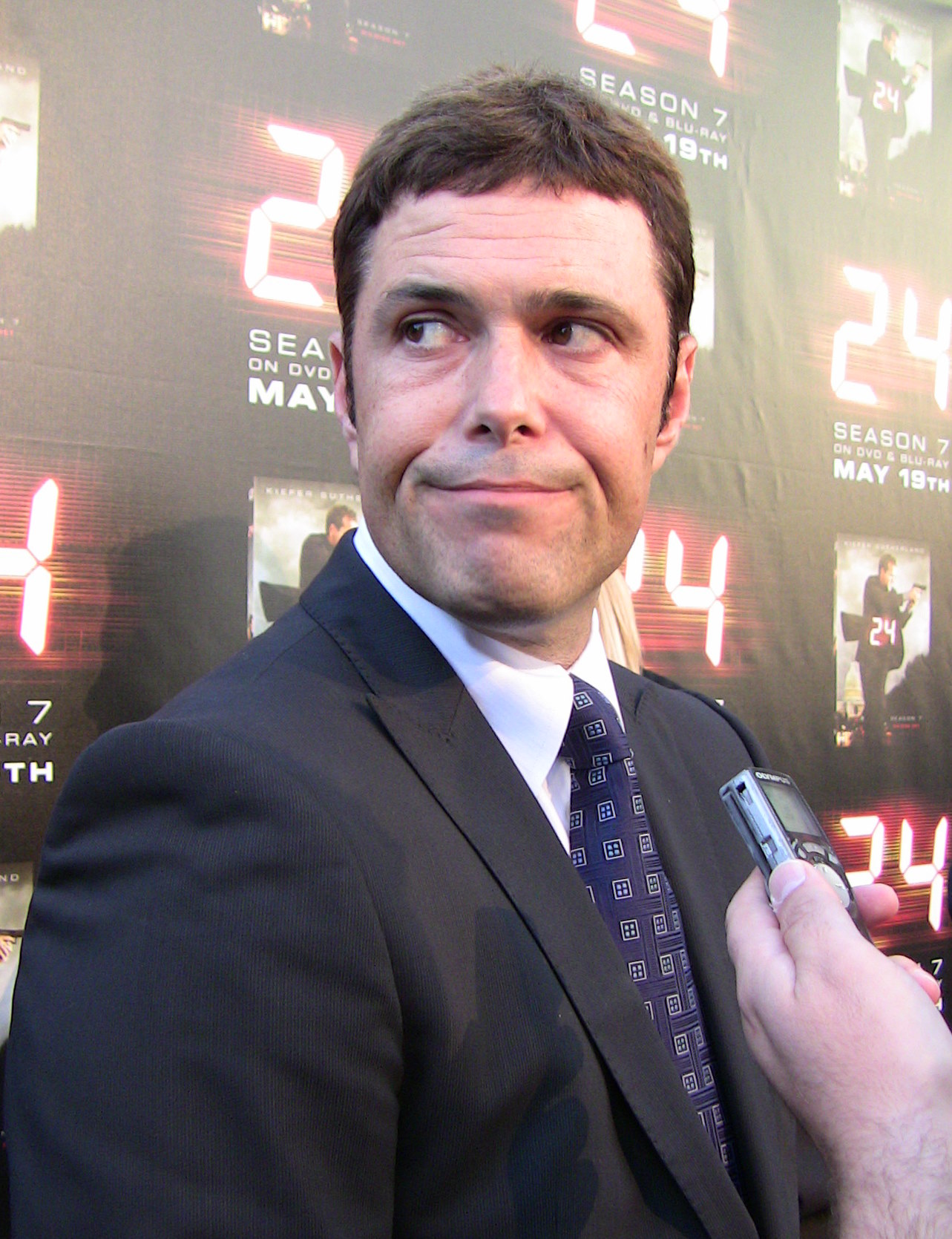
Carlos Bernard (2009)

Anthony "Tony" Almeida è interpretato da Carlos Bernard. Tony Almeida è un agente federale che lavora per la Divisione del Counter Terrorist Unit (CTU) di Los Angeles. È nato a Chicago nel 1973. Ha conseguito un Bachelor in ingegneria e scienze informatiche alla San Diego State University e più tardi un Master in informatica presso la Stanford University. Tony ha servito nell'United States Marine Corps, congedato con il grado di tenente. Successivamente viene assunto dal CTU di Los Angeles. Durante la prima stagione Tony Almeida è il terzo in comando al CTU Los Angeles, lavorando sotto la direzione di Jack Bauer e Nina Myers. Mostra una certa rivalità con Jack, a causa di una sua passata relazione con Nina e delle frequenti violazioni di Jack al protocollo del CTU. Tuttavia, Tony e Jack imparano a fidarsi l'uno dell'altro e per tutte le serie in cui Tony è presente saranno grandi amici. Durante la seconda stagione Tony lavora al CTU di Los Angeles come vice direttore, sotto il comando di George Mason. A metà stagione Tony viene promosso da Ryan Chappelle direttore del CTU, a causa della morte di Mason, dovuta ad un avvelenamento da radiazioni. Durante la terza stagione Tony è ancora il direttore del CTU di Los Angeles. All'inizio della stagione viene ferito al collo da una pallottola e subisce un'operazione. Rientra però volontariamente al lavoro perché lui è l'unico che conosce tutti i particolari della missione che il CTU sta svolgendo. A fine stagione viene arrestato con l'accusa di alto tradimento verso gli Stati Uniti per aver favorito la fuga di un pericoloso terrorista, Stephen Saunders, che aveva ricattato il governo e il Presidente, minacciando di liberare il virus, e che aveva rapito Michelle, minacciando di ucciderla se Tony non l'avesse aiutato a fuggire. Durante la quarta stagione Tony, nonostante sia uscito presto di prigione per l'intervento del Presidente David Palmer, è senza lavoro, depresso e si è lasciato con Michelle. Quando Jack si trova in pericolo in seguito a una missione che sta svolgendo per il CTU, chiama Tony che lo salva. Verrà poi convinto da Jack a rientrare in gioco col CTU. Alla fine l'aiuto di Tony si rivelerà decisivo e lui e Michelle torneranno insieme. Durante la quinta stagione Tony e Michelle subiscono un attentato dinamitardo nel primo episodio. Michelle muore sul colpo e Tony, in coma, viene portato all'infermeria del CTU. Quando si risveglia apprende della morte di Michelle e che il responsabile, Christopher Henderson, è tenuto lì in custodia. Lo raggiunge e cerca di ucciderlo con un'iniezione di sostanza letale ma all'ultimo momento esita e Henderson gli prende la siringa e gli inietta in corpo la sostanza contenente, dopo di che si dà alla fuga. Tony muore fra le braccia di Jack pronunciando le parole: "Se n'è andata, Jack", riferite a Michelle. Durante la settima stagione Tony appare come complice di terroristi che vogliono controllare il paese minacciando di far precipitare degli aerei. Quando viene catturato, Jack lo interroga e si scopre che Tony, dopo essere morto "per circa dieci minuti", è stato segretamente salvato da un certo David Emerson che lo ha rianimato attraverso un'iniezione di un composto ipotermico. Emerson, che è uno che ingaggia ex agenti ed ex soldati scontenti del trattamento avuto dallo stato, aveva pensato che Tony era un soggetto adatto a causa della morte di Michelle. Tuttavia Tony, quando si è reso conto di lavorare per un'organizzazione che cospirava contro gli Stati Uniti, contatta Bill Buchanan e Chloe O'Brian per organizzare una missione segreta con lo scopo di scoprire il mandante di questa cospirazione. Una volta che Jack conosce la verità, aiuterà Tony, Bill e Chloe a sventare la minaccia. Alla fine della stagione si scoprirà che il vero scopo di Tony era quello di trovare e uccidere Alan Wilson, uno dei capi dell'organizzazione e responsabile della morte di Michelle. Per ottenere il suo scopo Tony non esita a sequestrare Jack, contaminato da un agente patogeno, per consegnarlo a Wilson con lo scopo di avvicinarlo e ucciderlo. Jack riesce a liberarsi e impedisce a Tony di uccidere Wilson, la cui vita è preziosa per il governo perché egli conosce gli altri membri dell'organizzazione. Nell'ultima puntata Tony viene arrestato e consegnato alle autorità, non prima di aver accusato Jack di avergli impedito di portare a termine la sua vendetta.
In un contenuto speciale del cofanetto DVD della miniserie 24: Live Another Day Tony, detenuto in stato di isolamento in una prigione di massima sicurezza (sono passati circa otto anni dagli avvenimenti della settima stagione), chiede di essere trasferito fra i detenuti comuni, in modo da poter servire come copertura interna e di fornire così informazioni sugli altri prigionieri. Egli afferma che il suo desiderio di vendetta lo consuma e che Michelle non avrebbe mai approvato l'uomo che è diventato. Egli accetta il fatto che dovrà morire in prigione, ma spera di poter salvare almeno una vita così che possa essere di nuovo degno dell'amore di Michelle. Quando il direttore del carcere nega la richiesta a causa delle prove presentate dal procuratore Vanessa Diaz, che si oppone a qualsiasi riduzione di pena per Tony, quest'ultimo l'attacca con violenza. Tony viene portato fuori dalla stanza ma viene rivelato che l'attacco alla Diaz è stato un trucco in modo che essa potesse passare degli occhiali a Tony. Lui li indossa e preme un pulsante nascosto sul lato del telaio che rivela uno schema del carcere con una via di fuga, attentamente pianificato sulle lenti degli occhiali. Tony è convinto che tutto sta andando secondo i piani e che, ben presto, sarà di nuovo un uomo libero.

### Ryan Chappelle
Ryan Chappelle è interpretato da Paul Schulze. Nello show, Chappelle è il Direttore Regionale della Divisione del Counter Terrorist Unit (CTU) di Los Angeles. È al di sopra di George Mason e Alberta Green nella catena di comando. Come rappresentante regionale, è stato lui a parlare direttamente al Presidente degli Stati Uniti. È arrivato al CTU nella prima stagione, quando l'allora Senatore David Palmer ha tentato di confrontarsi con Jack Bauer riguardo all'attentato alla sua vita fallito poco prima. Chappelle, tuttavia, aveva messo in isolamento Bauer, su ordine del servizio segreto statunitense, che avrebbe voluto avviare anche un'inchiesta sul comportamento di Jack. Dopo aver riferito al Senatore l'impossibilità di vedere Bauer, Chappelle ha ricevuto ordini diretti da Washington (attraverso le conoscenze di Palmer al Pentagono) di rimettere Jack al servizio della Nazione fino al termine della giornata. Chappelle è conosciuto per la sua determinazione nel "seguire le regole", ottenendo così le antipatie di alcuni membri del CTU, tra cui Bauer e Tony Almeida, che hanno dovuto spesso rompere il protocollo. Dopo aver liberato Jack, Chappelle ha lasciato il CTU. Nella seconda stagione, Chappelle è stato mandato nuovamente al CTU dalla Divisione, nel momento in cui George Mason è morto, ed ha lasciato il comando a Tony Almeida. Bauer, nel frattempo, ha contestato la veridicità di una registrazione che avrebbe incriminato tre paesi del Medio Oriente, riguardo all'esplosione dell'arma atomica su Los Angeles. Chappelle, però, ha dato ordine di concentrare tutti gli sforzi sulla preparazione all'attacco militare statunitense contro questi tre paesi mediorientali, lasciando così Bauer da solo. Per provare ad aiutare Jack, Almeida ha cercato di scavalcare Chappelle, incontrandosi con Michelle Dessler per analizzare la situazione. Hanno così elaborato un piano, con Michelle che ha avvertito Chappelle di incontrarsi con Rudin in una stanza. Quando Chappelle si è diretto da Rudin, non lo ha trovato, ma è stato drogato da Almeida, che lo ha fatto addormentare. Tuttavia, la rivale di Michelle, Carrie Turner, ha notato qualcosa di sospetto ed ha informato il vice-direttore Brad Hammond. Hammond si è reso conto che ci fosse qualcosa di strano quando non è riuscito a contattare Chappelle. Dopo aver parlato con Almeida della sparizione di Chappelle, Hammond è arrivato al CTU con alcuni uomini per cercarlo. Dopo averlo trovato, Hammond ha dato l'ordine di arrestare Almeida e Dessler. Successivamente, però, Chappelle ha ricevuto l'ordine di recuperare Jack, poiché si è scoperto che le sue perplessità sull'origine della registrazione erano fondate. Così, Ryan è andato a parlare con Tony e Michelle, promettendo di ritirare le accuse contro di loro in cambio dell'aiuto per contattare Jack. Negli ultimi minuti della giornata, Chappelle ha espresso il suo cordoglio per il sacrificio di Mason, che ha perso la vita per portare la bomba in un luogo sicuro. Poco dopo, è arrivato Tony, che ha trovato Chappelle nel suo ufficio e gli ha riferito di avere soltanto due possibilità: licenziarlo o alzarsi dalla sua sedia. Chappelle ha così lasciato l'ufficio, riaffidando l'incarico di Direttore del CTU ad Almeida. Nella terza stagione, la Cappella è stato richiamato al CTU per sostituire Almeida, che era stato ferito al collo e non era in grado di guidare il CTU. Chappelle ha cercato di catturare Bauer prima che potesse far fuggire Ramón Salazar, per portarlo nel nord del Messico. Successivamente, è stato rivelato che questa fosse solo un'operazione per poter entrare in possesso di un virus letale. Ryan è stato inserito in questa operazione come supervisore ed ha rimosso Chloe O'Brian dal suo incarico, ma ha deciso di riammetterla quando un virus, lanciato involontariamente da Jack (sotto la guida di Nina Myers), ha colpito la rete del CTU. Dopo aver sistemato la situazione informatica, Chappelle si è messo a seguire le tracce bancarie del terrorista Stephen Saunders, che ha ricattato il governo minacciando di liberare il virus. Durante questo tempo, Michelle ha fatto una strana richiesta dal Chandler Plaza Hotel, dove il virus di Saunders è stato liberato. Per lenire le sofferenze di coloro all'interno, tenuti in quarantena, ha chiesto che venissero mandate dal CTU le pillole per il suicidio. Almeida ha cercato quindi di impossessarsene, ma è stato intercettato da Chappelle, che gli ha però dato l'autorizzazione, nonostante violasse le regole (per la prima volta). Molte vittime hanno scelto di usare queste pillole. Saunders ha scoperto delle indagini di Chappelle sui suoi movimenti finanziari ed ha ordinato al Presidente Palmer di farlo uccidere. Palmer ha dato l'ordine a Jack di ucciderlo. Bauer e Chappelle si sono quindi diretti alla stazione dei treni, come ordinato da Saunders. Nel frattempo, il CTU ha trovato il luogo da cui Saunders ha effettuato le sue chiamate e Chase Edmunds ha diretto l'operazione di irruzione nel suo palazzo. All'interno, però, gli uomini hanno trovato soltanto un macchinario che commutava le chiamate, facendo sembrare che partissero da lì. Alle 06:59, è arrivata la jeep con gli uomini di Saunders, non lasciando altra scelta a Jack. Bauer ha chiesto a Ryan se volesse parlare con qualcuno per l'ultima volta, ma Chappelle gli ha risposto di non avere molti amici, eccetto la gente con cui ha lavorato, e che con suo fratello non si è sentito per molti anni, rifiutando così la proposta di Jack. Chappelle ha poi chiesto di poter essere lui stesso a togliersi la vita, ma non ne ha avuto il coraggio. Ha così consegnato la pistola a Jack, che gliel'ha puntata contro, chiedendo perdono a Dio. Chappelle è stato ucciso da un colpo di pistola alla testa alle 06:59:53. Nonostante fosse un personaggio secondario, la morte di Chappelle è considerata da molti spettatori come il momento più drammatico di 24. Essendo stato il Presidente a dare l'ordine dell'uccisione di un cittadino americano, su richiesta di un terrorista, le critiche tra i fan, i critici e gli spettatori in generale sono state feroci. Chappelle non è mai stato un personaggio amato dagli spettatori, ma molti di loro lo hanno apprezzato per il suo sacrificio per la Nazione.

### Allison Taylor

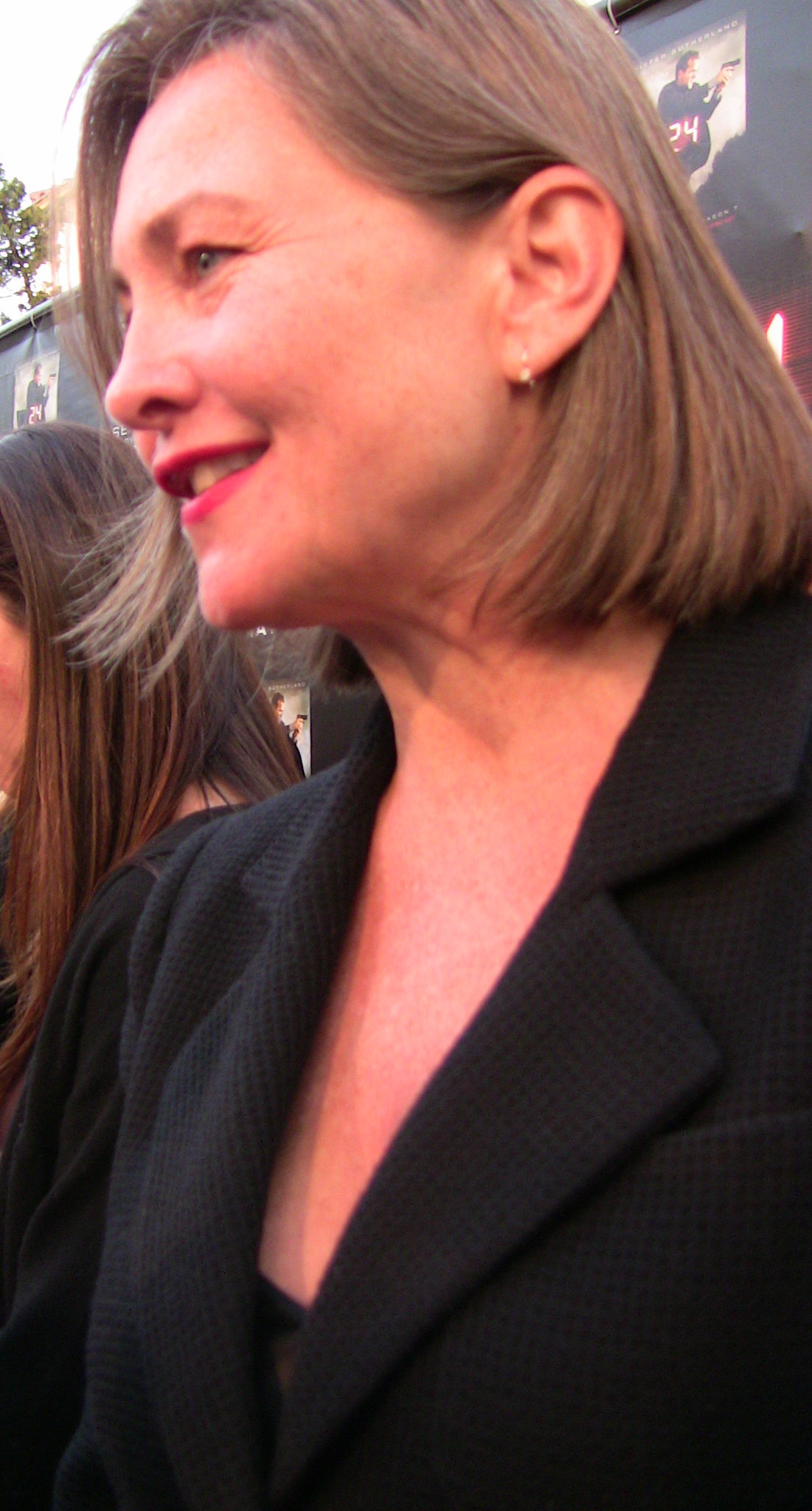
Cherry Jones (2009)

Allison Taylor è interpretata da Cherry Jones, che per questa interpretazione ha vinto un Emmy nel 2009. La prima apparizione di Allison è nel film per la televisione 24: Redemption; in quest'occasione la Taylor viene presentata come la neoeletta Presidente degli Stati Uniti d'America, in attesa di insediarsi. Prima di essere eletta, la Taylor era senatrice e occupava il seggio che in precedenza era stato di suo padre. Dopo aver sfidato il Presidente uscente Noah Daniels, la senatrice Taylor è risultata vincitrice, divenendo così la prima donna ad accedere alla più alta carica degli Stati Uniti d'America.
Nella settima stagione, la Taylor riveste la carica di presidente da 65 giorni. In questo periodo, oltre a fare i conti con la misteriosa morte del figlio Roger, la donna è coinvolta in alcuni problemi con uno Stato dell'Africa, il Sangala, il cui governo è piuttosto in crisi. Infatti il primo ministro del Sangala, Ule Matobo, è stato deposto in seguito a un colpo di Stato attuato dal generale Benjamin Juma. La Taylor dispone sostegni militari per ristabilire l'ordine e rimettere Matobo a capo del governo, ma viene osteggiata dal principale collaboratore di Juma, il colonnello Iké Dubaku. Dubaku ordina alla Taylor di ritirare le sue truppe dal Sangala, minacciandola di uccidere civili statunitensi attraverso un dispositivo in grado di distruggere il firewall del CIP (un sistema di software e hardware che protegge le infrastrutture statunitensi da attacchi esterni). La Taylor quindi si rivolge a Matobo, che la scongiura di non ritirare i militari dal suo paese. Quando lo stesso Matobo viene rapito dal mercenario David Emerson, il capo di gabinetto della Taylor Ethan Kanin le consiglia di sottostare al ricatto di Dubaku. La Presidente tuttavia decide di continuare ad aiutare il Sangala e non ritira le truppe dal paese. Qualche minuto dopo le 14.00, la Presidente Taylor viene informata di un imminente attacco terroristico in un impianto chimico dell'Ohio. Dopo aver mandato un'allerta alla struttura, la donna scopre che l'attacco è stato misteriosamente annullato dai terroristi e riceve una telefonata da Matobo, che le comunica di essere stato salvato e le annuncia di stare arrivando da lei. Poco dopo Kanin avverte la Presidente che suo marito Henry e la sua guardia del corpo Brian Gedge non si riescono a rintracciare. La Taylor è sconvolta dalla notizia, ma nel frattempo Matobo arriva alla Casa Bianca e la Presidente lo riceve per un colloquio nello Studio Ovale insieme ai suoi soccorritori Jack Bauer, Bill Buchanan e Renee Walker. Nel bel mezzo dell'incontro però la Presidente riceve una chiamata da Dubaku, che la informa di aver fatto rapire Henry e le intima nuovamente di ritirare le forze armate dal Sangala e di consegnarle Matobo. Per dimostrarle di essere davvero pericoloso, Dubaku taglia un dito a Henry mentre la moglie è in linea, ma la donna è sempre più determinata a non cedere e si fa promettere da Bauer che riuscirà a salvare suo marito. Mentre Jack cerca di localizzare Dubaku, la Presidente Taylor tenta di prendere tempo accettando di ritirare parzialmente le truppe e invia a Dubaku un sosia di Matobo. Il colonnello si accorge dell'inganno e ordina ai suoi soldati di uccidere il marito della Taylor. Jack riesce a trovare Henry, che è gravemente ferito al petto e viene trasportato d'urgenza in ospedale. Grazie a Bill Buchanan la Presidente riesce a raggiungere l'ospedale e a parlare con suo marito prima dell'intervento. Poco dopo Dubaku viene catturato dall'FBI e la Taylor rientra alla Casa Bianca. Qui la donna visiona insieme all'ammiraglio John Smith un filmato realizzato da Juma e successivamente cerca di convincere il senatore Blaine Mayer a bloccare le indagini su Jack Bauer. Mayer manifesta il suo disaccordo e durante il dialogo la Taylor viene informata del fatto che Jack (autorizzato da Ethan) sta sottoponendo ad un interrogatorio violento il capo dello staff di Mayer, Ryan Burnett. Questi infatti è uno dei cospiratori che collaborano con Juma, ma la Taylor non approva i mezzi poco ortodossi di Bauer e gli ordina di smettere di torturare Burnett. Attraverso il Segretario della Sicurezza Interna Tim Woods e l'agente dell'FBI Larry Moss, la Taylor apprende che Juma sta per attaccare la Casa Bianca. Jack e Bill mettono al riparo la Presidente, ma Juma sequestra Olivia, la figlia della Taylor in modo da far uscire allo scoperto la donna. La Taylor è costretta a cedere e quando incontra Juma, l'uomo la schiaffeggia per averlo ostacolato nel suo colpo di Stato, obbligandola a pentirsi in un videomessaggio per la sua operazione in Sangala. Mentre cerca di salvare la Presidente insieme a Jack, Bill si trova nelle condizioni di sacrificare la sua vita per creare un diversivo, consentendo ai servizi segreti di mettere al sicuro la Taylor e sua figlia e di uccidere Juma e i suoi uomini. Nonostante il parere contrario di Ethan, la Taylor rifiuta di spostarsi nella Andrews Air Force Base e decide di far entrare Olivia fra i suoi consiglieri. Più tardi, quando Jack viene accusato della morte del senatore Mayer e di Ryan Burnett, Kanin presenta le sue dimissioni alla Taylor, che non riesce a convincerlo in alcun modo a ripensarci. In attesa di nominare un nuovo capo di gabinetto, la Presidente assegna provvisoriamente l'incarico a Olivia, sebbene Ethan sospetti che la ragazza abbia passato delle informazioni riservate alla stampa. Successivamente la Presidente Taylor incontra Tim Woods, che la informa del fatto che la Starkwood, una compagnia militare privata, abbia procurato a Juma delle armi biologiche di contrabbando. La Taylor, dopo essersi consultata con il suo gabinetto e con gli Stati Maggiori Riuniti, dichiara di non avere intenzione di lasciare campo libero ai piani della Starkwood. Intanto Tony Almeida, infiltrato alla Starkwood, è tenuto prigioniero ma viene salvato da Greg Seaton, il più stretto collaboratore del direttore della compagnia Jonas Hodges. Seaton accetta di collaborare con la Presidente in cambio della grazia e la Taylor acconsente. Poco dopo Jack Bauer, seppur infettato dal virus, comunica alla Presidente che Tony sta cercando le armi all'interno della Starkwood. La Taylor indice una riunione con i suoi collaboratori per decidere come procedere, ma l'incontro viene interrotto da una telefonata di Jonas Hodges. L'uomo minaccia la Presidente di sganciare dei missili contenenti l'agente patogeno in varie zone degli Stati Uniti se lei non accetterà di riceverlo alla Casa Bianca. La Taylor si trova costretta a cedere e durante l'incontro Hodges le chiede di rendere la Starkwood la principale risorsa militare dello Stato in cambio delle armi biologiche. La donna promette di pensarci su, ma improvvisamente Woods l'avverte che Tony Almeida è riuscito a impossessarsi dei missili. La Taylor quindi ordina di trattenere Hodges e Greg Seaton e promette loro di fargliela pagare per il complotto ordito ai danni della nazione. Subito dopo la Presidente ha un colloquio con Olivia, in cui le racconta di aver consegnato Hodges all'FBI. Olivia è assetata di vendetta, in quanto si è scoperto che Hodges è stato il mandante dell'omicidio di suo fratello Roger. La madre tuttavia le dice che l'FBI procederà nel modo migliore. Circa un'ora dopo Bauer e Renee informano la Taylor che Almeida li ha ingannati e che l'uomo è stato assoldato dai cospiratori. Non avendo scelta, la Presidente offre la grazia a Jonas Hodges in cambio della sua collaborazione. Olivia è furiosa e chiede a sua madre come può farlo sapendo che Hodges è il responsabile della morte di Roger, ma lei risponde di avere il dovere primario di tutelare la nazione. Poco dopo la Taylor fa trasportare suo marito Henry alla Casa Bianca, dove l'uomo incontra finalmente Olivia e i due parlano dell'accordo fra la Presidente e Jonas Hodges. Intanto Tony Almeida minaccia di svuotare il contenitore batteriologico all'interno di una metropolitana, ma viene bloccato e arrestato da Jack Bauer. Alla Taylor giunge la notizia che Jonas Hodges è stato ucciso e poco dopo la donna scopre che la responsabile è Olivia. Allison si trova così divisa fra il suo ruolo di madre e quello di Presidente, ma alla fine decide di non coprire sua figlia e di farla arrestare, mandando Henry su tutte le furie. Dopo l'accaduto la Presidente incontra Ethan e si confida con lui riguardo agli ultimi avvenimenti. Kanin le propone di ritirare le sue dimissioni tornando egli ad essere capo di gabinetto e la Taylor accetta assai volentieri.
Nell'ottava stagione, dopo l'arresto di Olivia, la Presidente Taylor ha divorziato da suo marito Henry e si è gettata a capofitto nel lavoro, redigendo un trattato di pace con lo Stato mediorientale del Kamistan, insieme al Presidente della nazione Omar Hassan. All'inizio dell'ottava stagione la Taylor ed Ethan Kanin (divenuto Segretario di Stato) si trovano a New York nella sede centrale dell'ONU per negoziare gli ultimi punti del trattato. L'accordo viene tuttavia ostacolato da alcuni estremisti kamistani, che aiutati dalla Russia ordiscono un attentato ai danni del Presidente Hassan. Jack Bauer scopre del complotto da Victor Aruz, che in punto di morte gli rivela l'esistenza di una talpa fra le persone vicine ad Hassan. La prima sospettata è la reporter Meredith Reed, che ha da poco una relazione clandestina con il Presidente. La Reed viene arrestata e condotta alla sede del CTU di New York per essere interrogata. Nel frattempo si scopre che il computer della Reed è stato utilizzato per scaricare alcuni files dal database delle Nazioni Unite. Dall'interrogatorio non si evince niente di significativo e lo stesso Presidente Hassan è certo che Meredith sia stata incastrata e che la talpa non sia lei; infatti si scopre essere Farhad, suo fratello nonché suo collaboratore. Nel frattempo in base ad alcune informazioni trovate sul computer della Reed, la Presidente Taylor e Omar Hassan vengono fatti evacuare dal palazzo di vetro dopo un allarme bomba, che però si scopre essere falso. Hassan quindi si vede costretto a imporre la legge marziale sulla propria nazione per bloccare i responsabili del complotto. La Taylor vede quest'azione come una violazione dei diritti umani e la reputa abbastanza grave da poter interrompere le trattative per la pace. Alcune ore dopo la Presidente viene ricattata dal cospiratore Samir, che la minaccia di sganciare delle bombe sporche sulla città di New York se non gli consegnerà Hassan. La Taylor rifiuta di cedere al ricatto, nonostante il parere contrario del suo nuovo capo di gabinetto Rob Weiss, che insieme al generale David Brucker progetta di consegnare Hassan ai terroristi. I due vengono scoperti da Ethan Kanin, che allerta Jack Bauer. I cospiratori riescono a sequestrare il Presidente Hassan attraverso una talpa russa nel CTU, Dana Walsh. La donna viene trattenuta e interrogata, ma si rifiuta di collaborare e così il Presidente Hassan viene ucciso. Il trattato di pace è troppo importante per la Taylor, che così convince la moglie di Hassan, Dalia a prendere in mano le redini del governo e a firmare l'accordo al posto di suo marito. Intanto Ethan Kanin convince la Taylor ad affidarsi all'ex-Presidente Charles Logan per includere la Russia nel trattato: quando, tuttavia, la Presidente Taylor si fa manipolare da Logan, che la informa della complicità dei russi nel complotto e nell'omicidio di Omar Hassan, Kanin se ne allontana. Logan dunque invia il proprio collaboratore Jason Pillar al CTU con l'ordine di ricercare e uccidere Jack Bauer. A Pillar addirittura è concesso di superare gli ordini impartiti dal direttore pro tempore O'Neil Successivamente, quando Meredith Reed sta per far pubblicare la verità sulla morte di Hassan, Logan convince la Presidente Taylor ad emettere un mandato di arresto per la giornalista. La Reed tuttavia, prima di essere arrestata, riesce a telefonare alla figlia di Hassan, Kayla, e a rivelarle che i russi sono implicati nella morte di suo padre. Kayla racconta tutto a sua madre, che quindi affronta la Presidente Taylor. Quest'ultima ammette di essere a conoscenza dei fatti, ma quando Dalia le annuncia che non firmerà il trattato, la Taylor la ricatta minacciando di dichiararle guerra con il pretesto del tentato attacco terroristico di Samir. Giunto il momento della firma, però, la Presidente Taylor capisce di aver tradito i suoi principi e, pentita, rifiuta di firmare il trattato. Subito dopo, uscita dalla sala conferenze, corre a cercare Logan. Quando l'uomo capisce che la sua complicità sta per saltare fuori, tramortisce Pillar e tenta il suicidio sparandosi un colpo alla testa. La Taylor mobilita i soccorsi per rianimare Logan e chiama gli agenti che stanno per uccidere Bauer, ordinando di interrompere immediatamente l'esecuzione. Quindi si fa passare Jack al telefono e, scusandosi per l'accaduto, gli consiglia di fuggire prima di essere catturato dai russi o dagli americani. Di conseguenza, lo informa che al termine della loro telefonata, rassegnerà le dimissioni da Presidente e accetterà la sua punizione consegnandosi nelle mani del Procuratore generale.

### Edgar Stiles

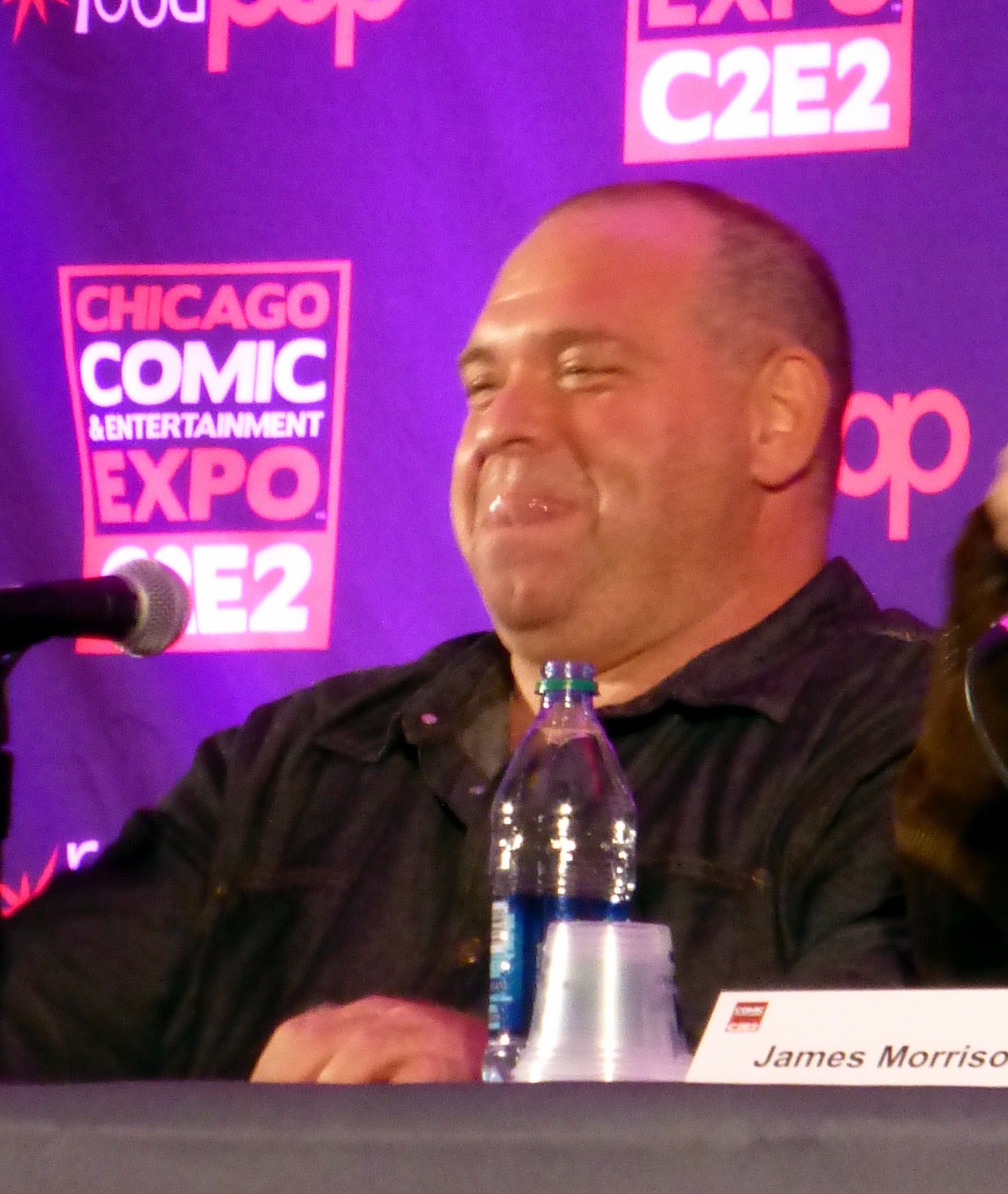
Louis Lombardi (2014)

Edgar Stiles è interpretato da Louis Lombardi. Stiles ha lavorato come analista del Counter Terrorist Unit (CTU). Ha ricevuto un Bachelor in scienze informatiche con onore dalla New York University. Edgar è ricordato per la sua memoria fotografica e per la sua amicizia con Chloe O'Brian, che lo ha definito "un bravo ragazzo". Stiles è apparso per la prima volta all'inizio della quarta stagione, diventando protagonista di alcune incomprensioni con Chloe. Nonostante tutto, i due diventano buoni amici. Edgar è stato l'agente che ha scoperto l'innocenza di Sarah Gavin (accusata di cospirare con il nemico) ed ha dimostrato la colpevolezza della collega Marianne Taylor. Stiles ha così provato il tutto a Driscoll, che ha reintegrato Gavin e fatto arrestare Taylor. È stato anche l'uomo che ha impedito la fusione del nocciolo di novantotto centrali nucleari, senza utilizzare l'Override. Soltanto su una centrale non è potuto riuscire ad impedire la fusione e la nube tossica ha, ironicamente, ucciso sua madre. Dopo che Chloe è stata obbligata a dimettersi e Gavin licenziata, Edgar ha avuto il controllo dell'intero dipartimento. Successivamente, Chloe è tornata in servizio, su richiesta di Michelle Dessler, ma si è trovata tecnicamente alle sue dipendenze, pur non essendone felice. In realtà, i due hanno ricoperto la stessa posizione, in quanto a Chloe è stata promessa una promozione di due livelli da Curtis Manning, al cessare della crisi.
Nella quinta stagione Stiles era ancora un dipendente del CTU all'inizio della quinta stagione. È rimasto shockato, come il resto del CTU, dalla scoperta che Jack Bauer fosse ancora vivo e un potenziale assassino di David Palmer. Si è particolarmente arrabbiato con Chloe, quando ha saputo che la ragazza era a conoscenza della situazione di Jack, ma che non si fosse confidata con lui. Un commento sarcastico di Chloe, però, ha colto alla sprovvista Edgar, che è tornato al lavoro. Questo accaduto, oltre al fatto di aver scoperto la relazione tra lei e il collega Spenser Wolff lo ha deluso, perché l'ha sempre considerata una buona amica ed è rimasto ferito dal fatto che lei mantenesse dei segreti. Alle 06:59 p.m., durante un attacco col gas nervino Sentox al CTU, Stiles stava tornando all'ufficio principale, dopo aver cercato la collega Carrie Bendis, morta. Edgar non ha fatto in tempo a tornare ed è rimasto fuori dalle sale isolate dal gas, che lo ha ucciso rapidamente, sotto gli occhi di Chloe, Jack e sua figlia Kim. Ha ricevuto come tributo un orologio silenzioso (per la quinta volta nella serie). La sua ultima parola è stata "Chloe".

### Michelle Dessler

Reiko Aylesworth in 24

Michelle Dessler è interpretata da Reiko Aylesworth. Michelle ha ottenuto un Bachelor in informatica all'Università della California, Davis. Ha iniziato la sua carriera al National Institute of Standards and Technology, nella sicurezza informatica, per poi passare al Defense Advanced Research Projects Agency (DARPA), prima di essere assunta dal Counter Terrorist Unit (CTU) di Los Angeles. Ha debuttato nella seconda stagione, come responsabile del protocollo Internet al CTU e lavorando al fianco di Tony Almeida, cercando di elaborare strategie contro le minacce terroristiche. Nonostante fosse accreditata come un personaggio ricorrente e non membro fisso del cast, Michelle è apparsa in ogni puntata della stagione. Dopo che Jack Bauer è stato reintegrato per sventare la minaccia nucleare su Los Angeles, lei ha avuto il compito di preparare un'operazione sotto copertura per cercare di fargli trovare l'arma. Successivamente, quando Jack ha avvertito il CTU di un imminente attacco alla loro sede, Michelle e Tony hanno guidato l'evacuazione dell'edificio, finché l'ordigno non è esploso. Michelle e Tony hanno contribuito alla ricostruzione del CTU, permettendo di continuare le operazioni. Dopo il ritorno di Jack, Michelle ha disobbedito agli ordini di George Mason, direttore del CTU, permettendo così a Bauer di eseguire la sua missione assieme a Nina Myers, dove avrebbe scoperto le persone in possesso dell'arma nucleare. Quando Michelle si è resa conto che Mason era ormai morente per avvelenamento da radiazione, quest'ultimo si aperto e le ha raccontato i suoi segreti, incoraggiandola poi a rivelare i sentimenti che prova per Tony. Tony ha ammesso di provare reciprocamente quello che sente Michelle e i due si sono fatti la promessa di uscire insieme se fossero sopravvissuti a questo giorno.

### Karen Hayes

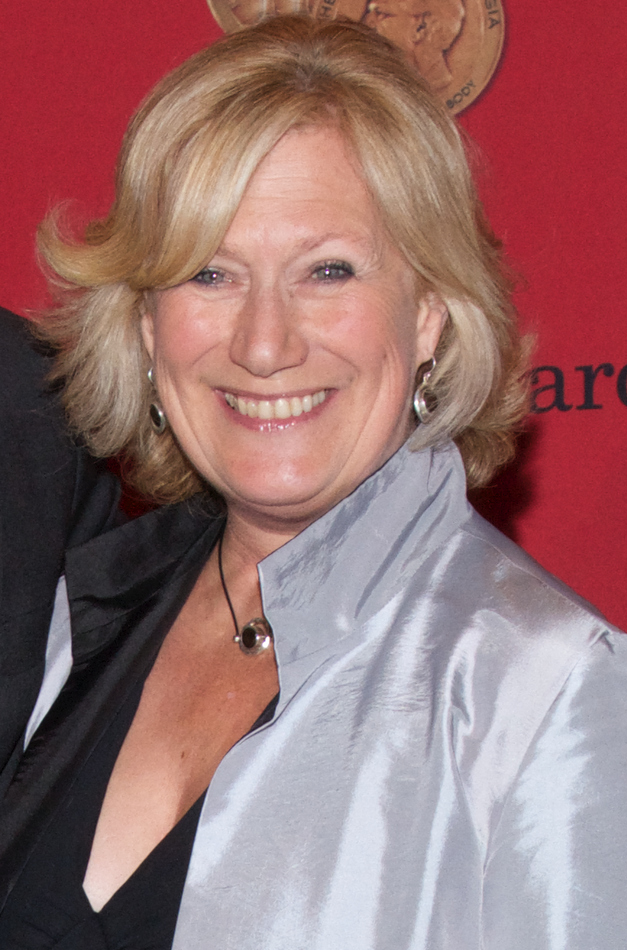
Jayne Atkinson (2014)

Karen Hayes è interpretata da Jayne Atkinson. Appare come personaggio ricorrente per dodici episodi della quinta stagione, ed è membro del cast principale per la sesta. L'attrice Laurie Metcalf era stata originariamente pensata per il ruolo di Karen Hayes, ma poi le è stata preferita Jayne Atkinson. Il produttore Howard Gordon ha lodato le capacità recitative della Metcalf, ma ha dichiarato che "il ruolo non era adatto all'attrice" ed entrambi si sono trovati d'accordo nel cercare nuove alternative. Prima di entrare nel Dipartimento della Sicurezza Interna degli Stati Uniti, Hayes è stata un'agente del Federal Bureau of Investigation (FBI). Ha lavorato nella sezione anti-terrorismo dell'FBI, facendo carriera fino ad arrivare ad essere un'agente della Divisione. Hayes ha un Bachelor in sociologia all'Università di Princeton. Atkinson ha dichiarato che il suo personaggio è particolarmente attento alle "libertà civili e alla determinazione dei popoli". Hayes è la Direttrice della Divisione del Dipartimento della Sicurezza Interna degli Stati Uniti di Los Angeles all'epoca del Day 5. Il Vicepresidente le ha dato l'autorizzazione per assorbire e sostanzialmente sostituire i lavoratori del Counter Terrorist Unit (CTU) dopo un attacco terroristico che ha lasciato uccisi molti impiegati originali dell'agenzia. Ha poi deciso di tenere al loro posto i sopravvissuti, nonostante il parere contrario del suo assistente Miles Papazian. Dopo che il gas nervino è stato recuperato, Hayes ha fatto da garante per il CTU, ma il Vicepresidente ha ordinato di farlo assorbire completamente dall'FBI. I suoi sospetti nei confronti del Presidente Charles Logan sono con il tempo aumentati, soprattutto dopo l'ordine di arresto nei confronti di Jack Bauer. Successivamente, poi, il Presidente ha voluto coinvolgere l'esercito per catturarlo. Dopo che uno dei suoi dipendenti ha indirettamente aiutato Bauer, ha saputo da Mike Novick che Logan non ha mai contattato l'esercito e che nessun membro dello staff ha visto le prove contro Jack Bauer. Hayes ha quindi capito che Logan stava manovrando il CTU per togliere di mezzo Bauer. Dopo che Jack ha ottenuto una confessione da Logan, Hayes si è preparata per lasciare il CTU, per tornare a Washington a fare rapporto. Prima di andarsene, ha però detto a Bill Buchanan che lo ha fortemente raccomandato per farlo rimanere al suo posto al CTU. Buchanan le ha poi proposto di fare colazione assieme, ma Hayes ha chiesto di rimandare ad un altro giorno. Karen è tornata nel Day 6, ormai sposata con Bill Buchanan. È stata anche nominata assistente del Presidente Wayne Palmer, diversi mesi prima. Ha discusso frequentemente con Tom Lennox riguardo ai piani di detenzione per i cittadini musulmani e per l'indulto concesso dal Presidente ad Hamri Al-Assad. Hayes ha poi rassegnato le dimissioni dopo che Tom Lennox ha minacciato di esporre i documenti che mostravano come suo marito avesse rilasciato Fayed, rivelatosi poi un terrorista. Ad un certo punto, ha dovuto licenziare a malincuore Buchanan, per salvare la sua carriera. Comunque, Karen è poi tornata quando ha saputo dell'attentato alla vita di Palmer. Ha aiutato il Presidente a riprendersi il potere quando il vice Noah Daniels ha ordinato di lanciare un attacco nucleare nel Medio Oriente e quando ha invocato in venticinquesimo emendamento per ottenere i poteri presidenziali. Quando Phillip Bauer ha offerto la possibilità di scambiare il componente rubato per suo nipote Josh, Karen ha deciso di difendere i diritti di Josh e di opporsi allo scambio. Quando Lennox e Daniels hanno parlato di come poter effettuare lo scambio, lei ha informato Jack Bauer della decisione della Casa Bianca riguardo a questa proposta. È stata così arrestata per insubordinazione, ma Lennox ha convinto Daniels a concedere il perdono sia a Hayes che a Buchanan, ottenendo in cambio le loro dimissioni.

### Martha Logan

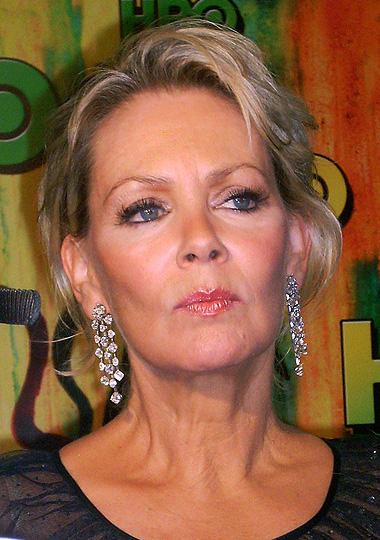
Jean Smart (2008)

Martha Logan è interpretata da Jean Smart, che per questa interpretazione è stata nominata agli Emmy nel 2006 e nel 2007. Laureata a Stanford, Martha è stata membro del consiglio di amministrazione del "Santa Barbara Museum". In seguito ha lavorato in politica come consigliera di suo marito Charles, che alla fine è divenuto Presidente degli Stati Uniti. Amica intima dell'ex-Presidente David Palmer, Martha ha alle spalle una storia di instabilità mentale e depressione, che verrà usata contro di lei nel corso della serie. Il parere di Martha è sempre stato decisivo nelle scelte del marito, che al contrario di lei ha un carattere insicuro e introverso. Il personaggio di Martha Logan si ritiene ispirato alla figura di Martha Beall Mitchell, moglie di John Newton Mitchell, Procuratore Generale sotto la presidenza Nixon. La Mitchell fu un'essenziale informatrice delle autorità nello scandalo Watergate, ma le persone coinvolte nella vicenda fecero in modo di far credere alla gente che la donna soffrisse di disturbi psichici. Successivamente lo stesso Nixon affermò che lo scandalo Watergate non sarebbe mai scoppiato senza la signora Mitchell.
Moglie di Charles Logan, Martha è una grande amica dell'ex-Presidente David Palmer, nonostante la sua ideologia politica sia differente da quella di suo marito (Palmer è democratico, Logan repubblicano). Alcuni anni prima dell'inizio della serie, Martha ha sofferto di problemi mentali e per un certo periodo è stata ricoverata in una clinica privata del Vermont. La Logan assume regolarmente farmaci contro la depressione e l'ansia. La sera prima dell'inizio della quinta stagione, Martha ha ricevuto una telefonata da Palmer, che le ha chiesto un incontro per parlarle di una tematica importante riguardante suo marito e la sicurezza nazionale. L'uomo tuttavia è stato ucciso da un cecchino poche ore dopo e Martha è rimasta sconvolta dalla notizia. La prima scena in cui appare la First Lady si svolge nel suo bagno; la donna è appena stata truccata e acconciata dalla sua assistente Evelyn Martin, ma improvvisamente immerge la testa nel lavandino colmo d'acqua e dopo essere riemersa le ordina di ricominciare da capo. Subito dopo il capo di gabinetto Walt Cummings raggiunge la signora Logan per informarla dell'omicidio di Palmer e lei viene assalita da un attacco isterico. Martha è intenzionata a raggiungere suo marito, che sta per firmare un trattato contro il terrorismo insieme al Presidente della Russia Yuri Suvarov, ma Cummings la convince ad aspettare la fine della conferenza stampa. Poco dopo, Logan incontra la moglie e lei gli racconta della conversazione avuta con Palmer la sera prima. Martha ha l'impressione che suo marito non le creda e perciò tenta di convincere Walt ed Evelyn. Poco più tardi Charles si reca dalla moglie e le dice che la telefonata con Palmer è stata una sua illusione; per convincerla le fa ascoltare la registrazione della chiamata, in cui Palmer la invita semplicemente ad una cena insieme a suo marito. Martha scoppia a piangere sostenendo che quella non sia la vera telefonata, ma Logan si fa promettere da lei che prenderà le medicine che le ha prescritto il medico. La donna invece comprende che la registrazione che ha sentito è un montaggio e così chiede a Evelyn di aiutarla mentre cerca la trascrizione della telefonata. Pur di ottenerla, la signora Logan è disposta a tutto: si introduce nel bagno degli uomini per parlare con un impiegato dell'ufficio delle comunicazioni, il signor Burke. L'uomo le spiega che l'accesso all'archivio è strettamente limitato, ma lei minaccia di fingere uno stupro se non le darà la chiave magnetica. Burke è costretto a cedere e Martha riesce ad entrare in possesso della trascrizione. Mentre è ancora nell'archivio, la donna viene scoperta dall'agente dei servizi segreti Aaron Pierce, che la obbliga ad uscire. Martha comunque ha nascosto nella camicetta la trascrizione e dopo aver riconsegnato la chiave al signor Burke, racconta ad Evelyn del buon esito della sua missione. La segretaria consiglia alla First Lady di parlarne con suo marito, ma lei rifiuta sapendo che non le crederebbe. Successivamente Martha prova a parlarne con Charles, ma lui le chiede di non rovinargli questo momento importante e così la donna torna nella sua stanza. Walt intanto scopre da Evelyn che la First Lady nasconde la trascrizione nella camicetta e così, dopo averla stordita con una droga, le sottrae il documento. Al suo risveglio, Martha si accorge di essere stata derubata ma nessuno le crede, anzi Charles decide di farla tornare in clinica. La donna cerca di fuggire, ma viene trovata da Aaron, al quale racconta tutta la storia. Poco dopo però Charles si scusa con lei, raccontandole che Walt Cummings è una talpa dei terroristi. Quando questi si suicida, Martha consiglia al marito di rivelare il coinvolgimento dell'uomo alla stampa, ma sia Logan che Mike Novick sostengono che ciò non gioverebbe all'immagine dell'amministrazione. Charles acconsente a seguire la politica di Martha solo se lei riuscirà a raccontare la verità a Suzanne, la vedova di Walt. Martha non se la sente di arrecare alla donna un così grande dolore e così le racconta che Walt si è ucciso per via degli eventi stressanti della giornata. In seguito Martha apprende che un terrorista di nome Vladimir Bierko è in possesso di venti bombole di gas nervino e che sta minacciando suo marito di diffondere il veleno se lui non gli rivelerà l'itinerario dell'auto con a bordo il Presidente Suvarov e sua moglie Anya. Charles cede alle richieste di Bierko e così Martha, infuriata, decide di entrare nella limousine dei coniugi Suvarov. Nonostante il parere contrario della donna, Aaron decide di seguirla mettendosi nella parte anteriore dell'auto. Quando Logan capisce che sua moglie è sulla macchina, le telefona chiedendole di trovare una scusa per scendere, ma lei si rifiuta. All'ultimo minuto Pierce riceve dal CTU l'ordine di invertire il tragitto, ma i terroristi, accortisi del cambio di programma, cominciano ad attaccare il corteo. La limousine viene colpita, ma Aaron riesce a salvare Martha e i Suvarov uccidendo i terroristi. Rientrata sana e salva, la signora Logan ordina a Evelyn di non farla raggiungere da suo marito, poiché è in collera con lui per non aver bloccato l'attacco. Successivamente Mike Novick la convince a perdonarlo, ma la donna si scontra di nuovo con il marito perché lui è disposto ad imporre la legge marziale pur di bloccare i terroristi. Messa in guardia dall'arrivo improvviso del Segretario della Difesa, Martha capisce che suo marito le tiene nascosto qualcosa e così chiede spiegazioni ad Aaron; i due si accordano per un incontro segreto, ma l'uomo non si presenta e non risponde al cellulare. Martha si rivolge agli altri agenti dei servizi segreti e uno di loro, Justin Adams, la rinchiude in una stanza. Più tardi Charles va a parlare con Martha e le dice che Aaron è stato trasferito a Washington. Inoltre il Presidente confessa alla moglie di essere coinvolto nell'omicidio di David Palmer e nella vendita di gas nervino ai terroristi. Martha si dimostra disgustata dalle rivelazioni del marito, ma lui la convince a tacere per il benessere della nazione. Più tardi, quando Charles si rifiuta di parlare con lei, Martha decide di non perdonarlo e di porre fine al loro matrimonio. Poco dopo, mentre si trova fuori, Martha nota un'auto vicino alla rimessa e si spinge a curiosare. Con suo sommo stupore, la donna vede l'agente Adams che sta per uccidere Aaron. La signora Logan interviene, distraendo Adams e consentendo ad Aaron di disarmarlo. Quindi, afferrata la pistola, Martha fa fuoco contro Adams uccidendolo. Subito dopo i due raccontano tutto a Mike, che mette al sicuro Aaron e chiede a Martha di aiutarlo ad incastrare suo marito. La First Lady infatti viene incaricata di intrattenere Logan mentre Mike procura a Jack Bauer dei documenti che gli consentono di pilotare l'elicottero presidenziale. Martha riesce a raggiungere l'obiettivo e fa salire suo marito sull'elicottero mentre lei resta a terra con una scusa. Bauer riesce facilmente a neutralizzare le due guardie del corpo, ma il Presidente si rifiuta di collaborare durante l'interrogatorio e così Jack è costretto a rilasciarlo. Logan si dirige all'aeroporto, dove sta arrivando la salma di Palmer. Alla vista del feretro, Martha comincia ad urlare contro il marito accusandolo di essere un assassino. Lui la trascina in un hangar e dopo averla schiaffeggiata, la perquisisce per cercare un eventuale microtrasmettitore, che non trova. Quindi Charles le chiede perché abbia aiutato Bauer e lei gli risponde che è colpa sua se Palmer è morto. Logan si infuria ancora di più e, dopo aver confessato di nuovo i suoi crimini, minaccia la moglie di rinchiuderla a vita in un manicomio. Subito dopo un discorso commemorativo del Presidente Palmer, Logan viene arrestato dai servizi segreti; durante l'interrogatorio, infatti, Bauer gli aveva nascosto addosso una cimice, che quindi ha registrato tutta la conversazione avuta con la First Lady. Logan perciò viene scortato in macchina da due agenti sotto lo sguardo soddisfatto di sua moglie Martha.
Nella sesta stagione si scopre che Martha ha avuto un crollo nervoso dopo che il suo ex-marito ha ottenuto gli arresti domiciliari senza che la popolazione scoprisse i suoi crimini. La donna è ricoverata nella clinica Meadowcreek e ha intrapreso una relazione con Aaron Pierce. Quando Charles si presenta da lei chiedendole un favore, Martha si rifiuta di vederlo, ma Aaron la convince ad ascoltarlo. L'ex presidente chiede a Martha di telefonare alla sua amica Anya Suvarov per convincerla ad esercitare la propria influenza sull'console russo Anatoly Markov, coinvolto nel tentativo di attacco nucleare, come Bauer ha appurato, e che non vuole collaborare con il CTU. La donna accetta di chiamare Anya ma, mentre attende che le passino la linea, ha una violenta lite con l'ex-marito. Presa dalla rabbia e dal rancore e in una condizione vicina all'incapacità di rendersi conto delle proprie azioni, la donna afferra il coltello da cucina che stava usando e pugnala Charles tra il collo e la spalla destra. L'uomo viene trasportato via dai soccorsi, mentre Martha viene sedata dagli agenti e successivamente convince Anya a parlare con suo marito. Il contributo di Martha si rivela essenziale, in quanto grazie alla sua telefonata Suvarov permette al CTU di salvare Jack Bauer, tenuto prigioniero nel consolato.

### Chloe O'Brian

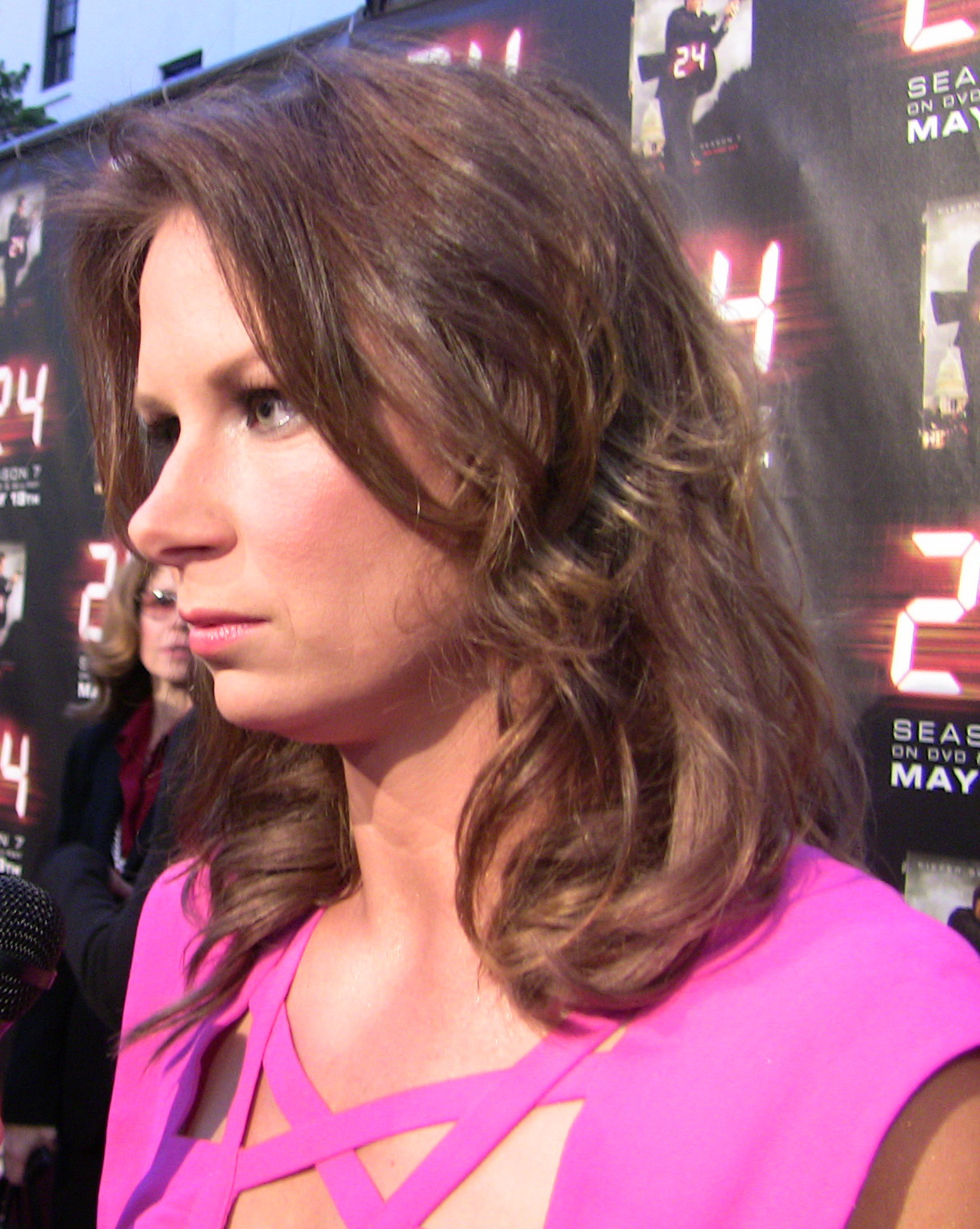
Mary Lynn Rajskub (2009)

Chloe O'Brian è interpretata da Mary Lynn Rajskub ed è, dopo Jack Bauer, il personaggio che compare in più episodi durante la serie, 128 sui 195 totali. Chloe O'Brian è un'analista informatico che lavora per la Divisione del Counter Terrorist Unit (CTU) di Los Angeles e poi di quella di New York. Eccezionalmente intelligente, dimostra una straordinaria padronanza dell'informatica. Passa la maggior parte del suo tempo dietro a un computer; raramente le vengono affidati incarichi di agente operativo ma in vari casi ha dimostrato competenza con le armi. Lavora molto bene sotto pressione e anche se ha sempre dimostrato un certo grado di disagio sociale. È una grande amica di Jack Bauer, verso il quale nutre così grande rispetto e stima da farle compiere azioni e favori per Jack che a volte rasentano o addirittura oltrepassano i limiti della legge.
Durante la terza stagione Chloe è un personaggio abbastanza marginale nonostante compia azioni degne di nota, una su tutte neutralizzare il virus che Nina Myers immette nel sistema del CTU.
Durante la quarta stagione Chloe lavora ancora al CTU di Los Angeles. Ha come collega Edgar Stiles, verso il quale nutre sia ammirazione che antipatia. Verso la fine della stagione ha uno scontro a fuoco con dei terroristi dal quale esce incolume. Nell'ultima puntata della stagione, assieme a Tony Almeida, Michelle Dessler e l'ex presidente David Palmer, aiuta Jack a simulare la sua morte.
Durante la quinta stagione Chloe è sempre al CTU di Los Angeles. È l'unica persona a sapere la verità sulla finta morte di Jack Bauer che sopravvive alla giornata. Assiste impotente alla morte di Edgar Stiles a metà stagione. Chloe è visibilmente scossa dalla morte di uno dei suoi migliori amici e si rammarica di essere stata scontrosa con lui durante tutto il giorno. Sul finire della stagione, rischiando di essere arrestata, aiuta Jack a dimostrare che dietro agli attentati terroristici verificatisi a Los Angeles c'è il presidente Charles Logan.
Durante la sesta stagione Chloe è sempre al CTU di Los Angeles. Svolge sempre con grande professionalità il suo lavoro anche se cerca sempre di aiutare Jack violando le regole: a inizio stagione tenta di impedire che Jack venga consegnato ai terroristi in cambio della cessazione delle bombe che da settimane devastano gli Stati Uniti e a fine stagione dà a Jack i dati di un componente di un'arma atomica per usarla come merce di scambio con dei funzionari cinesi per il rilascio di Audrey Raines, fino ad allora ritenuta morta. Rimprovera anche il marito Morris per aver armato, sotto tortura, delle bombe atomiche per i terroristi. Quando scopre di essere incinta si riconcilia con lui.
Durante la settima stagione Chloe sta lavorando con Bill Buchanan e Tony Almeida, creduto morto durante la quinta stagione, per scoprire il complotto all'interno del governo degli Stati Uniti sostenuto dal generale Benjamin Juma e il suo regime nello stato fittizio del Sangala, situato in Africa. Chloe coordina numerose operazioni per la squadra e successivamente per l'FBI per scoprire i componenti del complotto. Per aver aiutato Jack in maniera illegale rischia la prigione ma, grazie all'intervento di suo marito che fa un accordo con i federali, viene rilasciata.
Durante l'ottava stagione Chloe lavora come analista al CTU di New York. Verso la fine della stagione Chloe viene promossa direttore del CTU (dapprima in forma pro tempore) e questa cosa mette Chloe in una posizione anomala per quanto riguarda Jack; normalmente lei lo ha sempre aiutato a svolgere operazioni clandestine a dispetto delle regole, ma ora lei è il capo, e quindi anche il diretto responsabile di ciò che il CTU fa. Questa nuova dinamica viene messa alla prova nel giro di due ore della sua promozione, quando Jack ruba un elicottero per perseguire la giustizia sfidando gli ordini del presidente Allison Taylor. Chloe ordina di catturare Jack: questa è la prima volta in molti anni che Jack e Chloe perseguono obiettivi contrastanti. Alla fine della stagione Chloe riesce a parlare con Jack sul suo proposito di assassinare il presidente russo per vendicare la morte di Renee Walker e lo convince ad accettare di esporre il complotto alla stampa. Jack dice a Chloe di sparargli al fine di liberarsi dal sospetto di complicità. Chloe si rifiuta di andare sino in fondo e quando Jack si punta la pistola alla testa lei gli spara alla spalla. Jack viene arrestato e Chloe, con l'aiuto di Cole Ortiz, cerca di ottenere le prove raccolte da Jack per dimostrare la responsabilità dei russi negli attentati terroristici verificatisi a New York e che il presidente Taylor cercava di coprire per arrivare ad un accordo di pace tra Stati Uniti, Russia e il Kamistan, ma viene fermata per ordine dello stesso presidente. Dopo che Jack viene salvato dalla morte ordinata dal presidente Taylor, pentitasi e dichiaratasi responsabile del tentativo di insabbiamento dei fatti del giorno, Jack chiama Chloe e le chiede di proteggere la sua famiglia dalla ritorsione dei russi per i moti loro agenti uccisi da Jack stesso. Chloe promette e Jack la ringrazia per tutto quello che ha fatto per lui da quando è entrata a far parte del CTU. Nelle scene extra dell'ottava stagione, rilasciate in Dvd, Chloe viene arrestata dall'FBI di fronte al marito e al figlio di cinque anni, per aver favorito la fuga di Jack Bauer. Cercando di fare leva su di lei per avere informazioni su Jack, l'agente FBI di fronte a Prescott avvisa Chloe che se non collabora non potrà più vedere il figlio, se non attraverso un vetro, fino al suo 21º compleanno. Chloe rifiuta di fornire informazioni rispondendo che il figlio sarebbe orgoglioso di sapere che la madre non ha rinnegato i propri principi. Prescott e Morris guardano Chloe mentre viene portata via.
Quattro anni dopo la fine dell'ottava stagione, Chloe si trova a Londra e il suo aspetto è molto più "dark". Sin da dopo il suo arresto è entrata a far parte del "Free Information Movement" e lavora con un gruppo di hacker chiamato "Open Cell", il cui obiettivo è quello di esporre segreti governativi al pubblico. Afferma di essere stata tradita dal Governo degli Stati Uniti e chiede a Jack di non giudicarla, considerando tutto quello che ha passato. All'inizio della prima puntata è detenuta dalla CIA per aver rilasciato migliaia di documenti classificati. Jack si fa catturare per riuscire ad entrare all'interno della base operativa e, in questo modo, riesce a liberarla. Dopo averla rilasciata segretamente la segue per scoprire il nascondiglio di "Open Cell" e per scoprirne il leader, l'hacker Adrian Cross (Michael Wincott). Chloe convince i colleghi ad aiutare Jack a localizzare Derrick Yates (Joseph Millson), un ex membro del movimento che Jack ritiene coinvolto nella pianificazione di un attentato nel confronti del Presidente James Heller (William Devane). Nel frattempo Yates è già riuscito a prendere il controllo di un drone statunitense aprendo il fuoco contro un convoglio militare in Afghanistan, uccidendo due soldati americani e due soldati britannici. Jack e Chloe riescono a trovare Yates all'interno di un appartamento, ma vengono presi in trappola dagli agenti della Cia che tentano di arrestare Jack. Dopo aver perso Yates, Jack riesce ad evitare l'arresto e scappa con Chloe. Durante il terzo episodio, Jack scopre il cadavere di Yates in un pub, ucciso dalla compagna, Simone Al-Harazi (Emily Berrington). Chloe, che aspettava Al-Harazi all'uscita della fermata della metropolitana di Charing Cross, viene distratta dal passaggio di una famiglia e non si accorge del passaggio della terrorista. In seguito Chloe rivela a Jack che Morris e Prescott sono stati uccisi perché lei era a conoscenza degli avvenimenti accorsi durante l'ottava stagione. Dopo essere tornati alla base operativa di "Open Cell" creano una falsa identità per Jack in modo da farlo entrare all'interno dell'ambasciata americana per interrogare il tenente Chris Tanner (John Boyega), l'uomo che pilotava il drone e che è per questo sotto accusa per gli omicidi in realtà compiuti da Yates. Tuttavia, Cross tradisce Jack facendo saltare la copertura, ma Chloe si accorge che qualcosa non va e avvisa Jack di scappare, dandogli così abbastanza tempo per creare un diversivo ed entrare in ambasciata.

### David Palmer

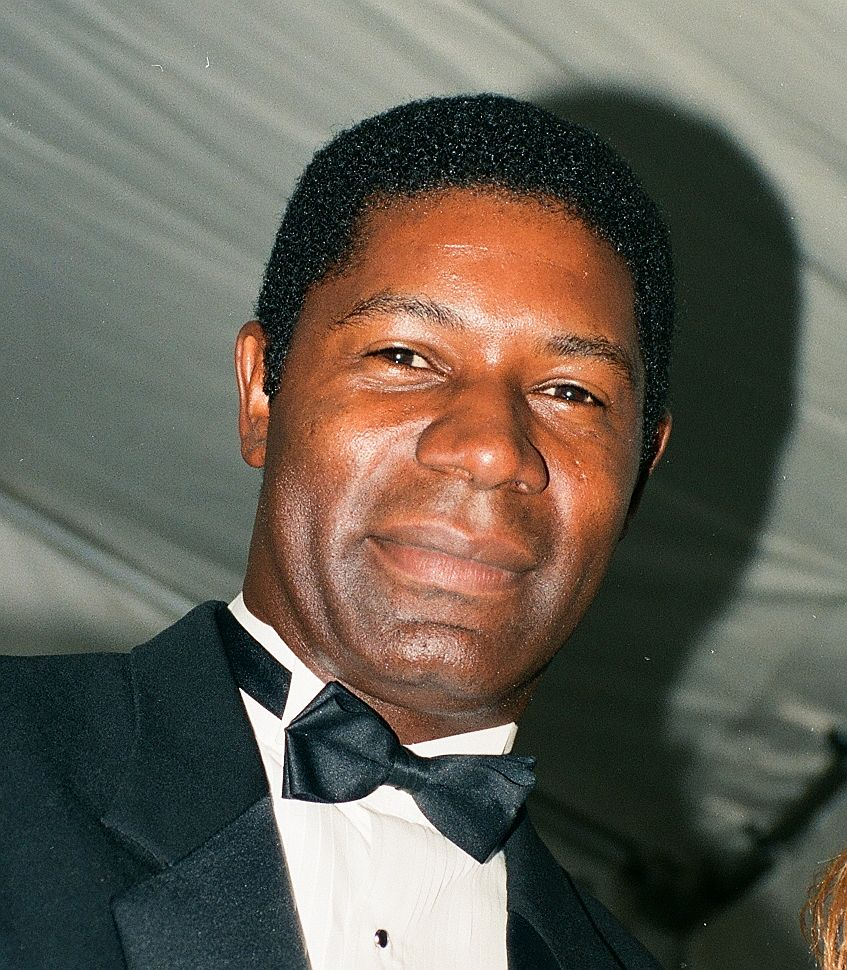
Dennis Haysbert (1998)

David Palmer è interpretato da Dennis Haysbert. David Palmer ha una laurea in giurisprudenza conseguita alla University of Maryland e un Bachelor in economia politica presso la Georgetown University. Prima di diventare Presidente degli Stati Uniti è stato deputato e poi senatore dello stato del Maryland. Per tutta la serie il ruolo di Palmer è spesso fondamentale nel successo ottenuto contro vari attentati terroristici. Palmer è visto come un buon leader che prende decisioni molto difficili senza esitazioni. Molto chiaro è anche il suo senso dell'onore e il suo ostentato sostegno alla verità e all'onestà. Durante la prima stagione David Palmer è un senatore del Partito Democratico che aspira alla carica di Presidente. La prima stagione coincide con le elezioni primarie della California che Palmer vince aggiudicandosi così la nomina del partito per concorrere alle elezioni presidenziali. Durante la giornata subisce i continui attacchi da parte dei sicari di Victor Drazen, prontamente sventati da Jack Bauer, e rompe i rapporti con la moglie Sherry, accusandola di essere cinica e disonesta.
Durante la seconda stagione David Palmer è diventato Presidente e deve gestire una crisi nazionale che consiste nella presenza di una bomba nucleare pronta ad esplodere sul suolo statunitense. Alla fine il piano viene sventato e si scoprirà che ne faceva parte anche l'ex-moglie Sherry, desiderosa di vendicarsi per come David l'aveva lasciata.
Durante la terza stagione David Palmer è ancora il Presidente. Impegnato nella campagna elettorale per garantirsi la rielezione, Palmer deve vedersela col terrorista britannico Stephen Saunders, che minaccia di disperdere undici fiale di un virus mortale in altrettante città. Contemporaneamente ha un problema con un suo vecchio amico e sostenitore, Alan Milliken, che minaccia di ritirare il suo appoggio se David non si sbarazzerà di suo fratello Wayne, suo Capo dello Staff ed ex-amante della moglie di Milliken, Julia. David chiede aiuto all'ex-moglie Sherry e questa, durante un diverbio con Milliken, ne provoca involontariamente l'infarto; successivamente impedisce a Julia di soccorrerlo, lasciandolo quindi morire. Quando David viene a conoscenza della cosa, caccia Sherry dai suoi uffici. A fine serie Sherry sarà uccisa da Julia e David, a causa dello scandalo, decide di non candidarsi per la rielezione.
Durante la quarta stagione David compare a fine stagione per aiutare il presidente Charles Logan a fronteggiare una crisi che egli non è in grado di sostenere. Dopo aver contribuito a sventare la minaccia terroristica, David lascia la Casa Bianca, non prima di aver aiutato Jack a scomparire dalla circolazione, perché in pericolo di vita a causa dell'assalto al consolato cinese di Los Angeles che ha portato alla morte del console.
Durante la quinta stagione David compare solo all'inizio della prima puntata; si trova nell'appartamento del fratello Wayne, intento a scrivere le sue memorie, quando viene raggiunto alla gola da un colpo di fucile e muore. A fine stagione si scoprirà che il responsabile dell'omicidio di Palmer e degli avvenimenti che ne conseguono, Christopher Henderson, lavorava sotto gli ordini del Presidente Logan.

### Sherry Palmer

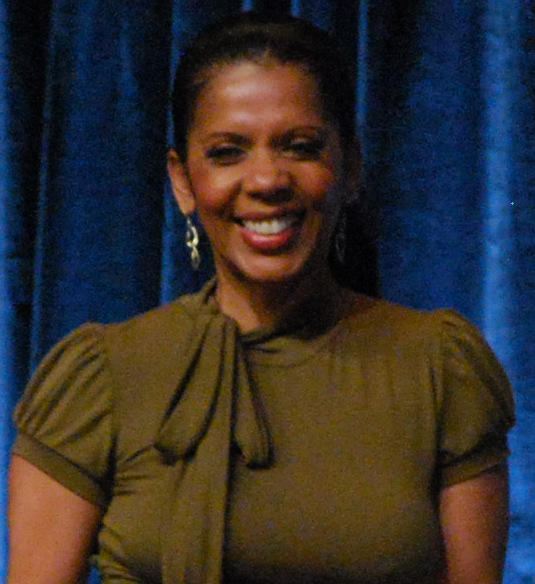
Penny Johnson Jerald (2012)

Sherry Palmer è interpretato da Penny Johnson Jerald. Originariamente prevista come una ricorrente guest star, la donna è sposata con il Senatore David Palmer, primo afroamericano con una chance di arrivare alla Casa Bianca. Nonostante sembri che i due abbiano un rapporto amorevole, l'uomo ha cominciato a dubitare di lei dopo aver saputo che Sherry ha coperto il loro figlio Keith nell'accidentale uccisione del rapitore della sorella (e quindi figlia di David e Sherry) Nicole ed è stata disposta a continuare la copertura per non pregiudicare l'elezione del marito. I sospetti di Palmer si sono dimostrati fondati quando Sherry ha aperto una cassaforte e ha distrutto una cassetta contenente una confessione involontaria di Carl Webb; in realtà, però, quella non era la cassetta originale ma è stato tutto un piano di David per capire fino a dove si sarebbe spinta sua moglie. Nel corso di tutta la prima stagione, ambientata in una giornata (come ognuna del serial), viene scoperto che Sherry si è macchiata di altri crimini, quali tradimento e omicidio, per assicurare la presidenza a suo marito. Ad un certo punto, convince una collaboratrice di David, Patty Brooks, ad intraprendere una relazione sessuale con Palmer per ottenere delle informazioni, quando ha capito di non esserci più abbastanza in confidenza. Molte delle sue azioni hanno mostrato poco rispetto per le possibili conseguenze, oltre che per le reazioni di David; Sherry ha anche dichiarato che il marito è sopravvissuto ad un attentato, nonostante Jack Bauer avesse voluto spargere la notizia della sua morte, per recuperare la figlia Kim (comunque, i terroristi sono stati informati da Nina Myers). Sherry non ha mai espresso esitazione o rimorso per le sue azioni, sostenendo di aver voluto soltanto proteggere la candidatura del marito, facendo però capire a suo marito che la donna avesse ormai perso il contatto con la famiglia. Alla fine del giorno (e della stagione), David le annuncia che avrebbe chiesto il divorzio.
Tra la prima e la seconda stagione, i Palmer hanno ottenuto il divorzio. Sherry è apparsa inaspettatamente in Oregon, dal suo ex-marito (diventato Presidente), il giorno della minaccia nucleare su Los Angeles. In un primo momento, ha confidato a David che alcuni membri del suo staff stessero tramando contro di lui, arrivando a progettare una congiura contro il Presidente. Tuttavia, alcune sue discutibili azioni, compresi gli atteggiamenti con l'aiutante di David Lynne Kresge, hanno attirato i sospetti del Presidente. È stato così chiaro a David Palmer che l'ex-moglie stesse cercando di maniporarlo. Alla fine della stagione, ha mostrato ancora dei sentimenti per il marito, aiutando Jack a fermare i terroristi, per evitare una terza guerra mondiale. Nonostante sia stata poi arrestata per tradimento, David Palmer ha fatto in modo che venisse liberata.
La terza stagione è cominciata con David Palmer a Los Angeles per un dibattito politico con il suo avversario John Keeler. Successivamente, Sherry è tornata su richiesta del marito, che ne ha chiesto una consulenza per liberarsi di Alan Milliken, un elemento chiave della campagna contribuente, ma diventato ostile e gravemente malato. Sherry ha così cercato qualche prova che incriminasse Milliken ed ha trovato Kevin Kelly, un uomo che fu pagato da Milliken per non rivelare che fosse stato lui ad investire in automobile e ad uccidere la figlia. Kelly è però scomparso durante una breve telefonata di Sherry e la donna, spaventata, si è diretta a casa di Milliken per parlare con la moglie, Julia. Le due donne hanno iniziato a parlare, ma nel frattempo è arrivato Alan. Durante un'accessa discussione, Milliken è stato colpito da infarto e Sherry ha bloccato Julia, che stava cercando di passargli la sua medicina, effettivamente uccidendolo. Sherry ha inizialmente negato di essere stata a casa di Milliken, ma lo ha ammesso successivamente a David. Lo ha quindi obbligato a dichiarare alla polizia che la donna fosse assieme a lui, quella notte, perché altrimenti sarebbe stato trascinato da Sherry nella storia dell'omicidio di Milliken. David è costretto ad acconsentire e fornisce un alibi per Sherry alla polizia. È successivamente andato a parlare con Sherry, esprimendole tutto il suo disprezzo e le ha chiesto di rimanere fuori dalla sua vita per sempre. Verso la fine della stagione, lei ha parlato con Keeler, offrendogli la prova che David l'ha mandata a casa di Milliken per ucciderlo: la donna ha infatti conservato il flacone della medicina di Alan, con le sue impronte. Keeler ha accettato la proposta e ha chiesto, privatamente, le dimissioni di Palmer, per fargli abbandonare la presidenza con onore, permettendo così una facile vittoria di Keeler alle elezioni di novembre. David ed il suo capo dello staff, Wayne Palmer, hanno rifiutato questa possibilità e, con l'aiuto di un ladro professionista, Wayne si è diretto a casa di Sherry per trovare la prova, mentre David e Sherry si sono incontrati (con il Presidente che ha cercato di trattenerla per il maggior tempo possibile). Sherry è però diventata sospettosa quando David ha accettato le sue richieste per non usare la prova contro di lui ed ha deciso di tornare rapidamente a casa. Wayne ed il ladro che lo ha accompagnato, nel frattempo, non hanno trovato nulla a casa sua; Sherry, al rientro, li ha trovati nella casa. Il ladro ha ormai capito che la medicina non si trovava a casa, così ha tramortito la donna e l'ha perquisita, trovando il flacone. Lui e Wayne hanno così lasciato l'appartamento e sono fuggiti, ma quando sono saliti in auto, il capo dello staff ha riconosciuto Julia, vedova di Milliken e sua ex-amante. La donna è entrata in casa di Sherry e Wayne l'ha raggiunta, ma l'ha trovata con la pistola puntata sull'ex-moglie di David. Nonostante i tentativi di dissuadere Julia, la donna ha sparato a Sherry, convinta che le avesse rovinato la vita, uccidendola. Julia ha poi rivolto l'arma contro sé stessa e si è tolta la vita. Dopo essere stato informato dell'accaduto, David Palmer ha deciso di non ripresentarsi alle elezioni, con Sherry che alla fine è riuscita a raggiungere il suo obiettivo, ossia la fine della carriera politica dell'ex-marito.

## Altri personaggi

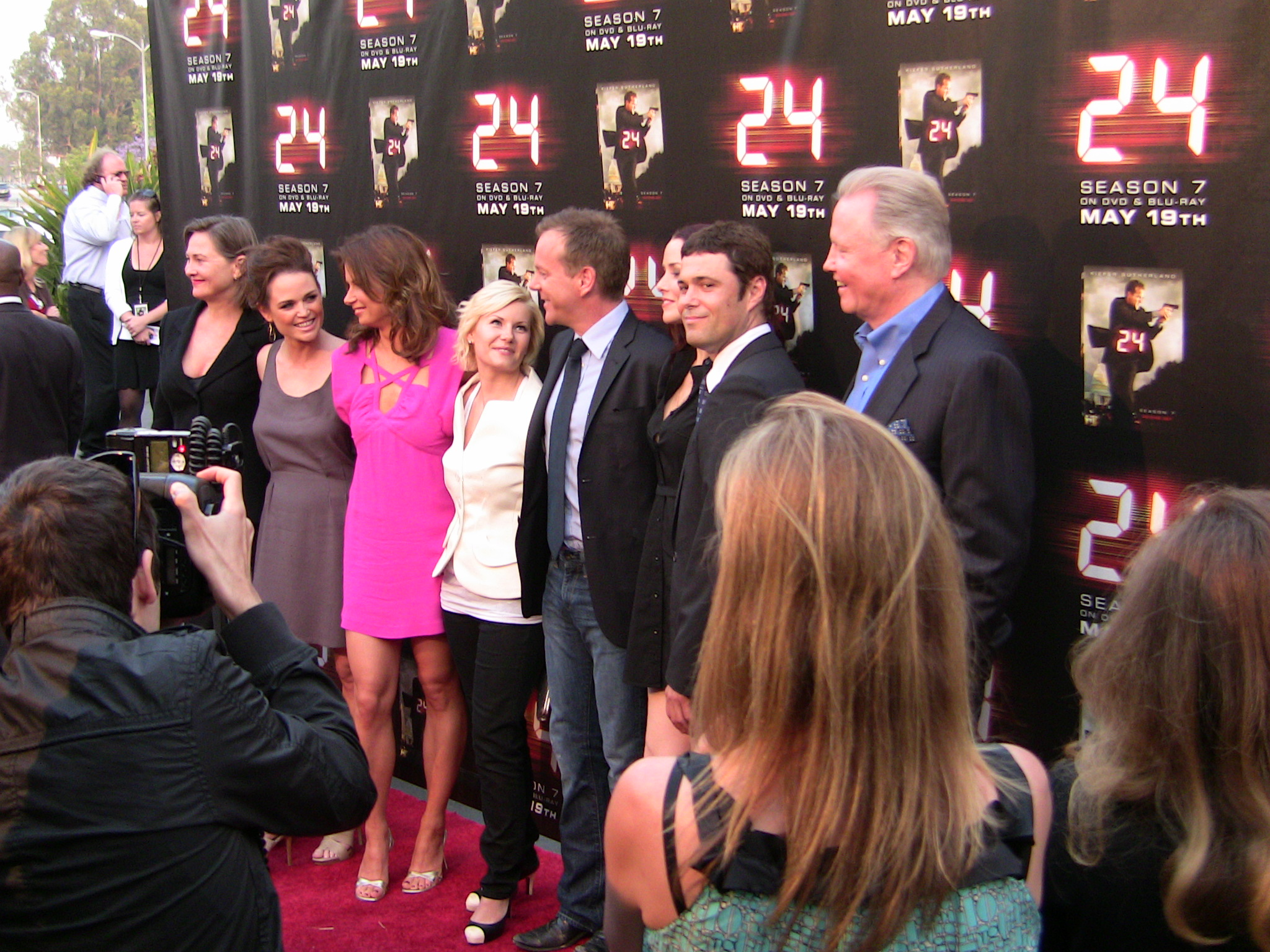
Il cast principale della settima stagione di 24, in occasione dell'anteprima del season finale al Wadsworth Theatre di Los Angeles (California), 12 maggio 2009.

- Aaron Pierce (ricorrente 1-7), interpretato da Glenn Morshower, doppiato da Nino D'Agata.
- George Mason (stagione 2, ricorrente 1), interpretato da Xander Berkeley, doppiato da Saverio Indrio.
- Kate Warner (stagione 2, guest 3), interpretata da Sarah Wynter, doppiata da Francesca Fiorentini.
- Chase Edmunds (stagione 3), interpretato da James Badge Dale, doppiato da Tony Sansone.
- Audrey Raines (stagioni 4-5, ricorrente 6), interpretata da Kim Raver, doppiata da Chiara Colizzi.
- Erin Driscoll (stagione 4), interpretata da Alberta Watson, doppiata da Roberta Pellini.
- Sarah Gavin (stagione 4), interpretata da Lana Parrilla, doppiata da Stella Musy.
- Curtis Manning (stagioni 4-5, ricorrente 6), interpretato da Roger Cross, doppiato da Roberto Draghetti.
- James Heller (stagione 4, ricorrente 5-6), interpretato da William Devane, doppiato da Dario Penne.
- Bill Buchanan (stagioni 5-7, ricorrente 4), interpretato da James Morrison, doppiato da Luca Biagini.
- Charles Logan (stagione 5, ricorrente 4-6, 8), interpretato da Gregory Itzin, doppiato da Romano Malaspina.
- Milo Pressman (stagione 6, ricorrente 1), interpretato da Eric Balfour, doppiato da Tony Sansone (st. 1) e da Francesco Pezzulli (st. 6).
- Wayne Palmer (stagione 6, ricorrente 3-5), interpretato da David Brian Woodside, doppiato da Franco Mannella.
- Morris O'Brian (stagione 6, ricorrente 5-7), interpretato da Carlo Rota, doppiato da Massimiliano Plinio.
- Tom Lennox (stagione 6), interpretato da Peter MacNicol, doppiato da Ambrogio Colombo.
- Nadia Yassir (stagione 6), interpretata da Marisol Nichols, doppiata da Laura Lenghi.
- Sandra Palmer (stagione 6), interpretata da Regina King, doppiata da Emanuela Baroni.
- Ethan Kanin (stagione 7, ricorrente 6-8), interpretato da Bob Gunton, doppiato da Carlo Reali.
- Henry Taylor (stagione 7), interpretato da Colm Feore, doppiato da Oliviero Dinelli.
- Renee Walker (stagioni 7-8), interpretata da Annie Wersching, doppiata da Barbara De Bortoli.
- Larry Moss (stagione 7), interpretato da Jeffrey Nordling, doppiato da Fabrizio Pucci.
- Sean Hillinger (stagione 7), interpretato da Rhys Coiro, doppiato da Fabrizio Manfredi.
- Janis Gold (stagione 7), interpretata da Janeane Garofalo, doppiata da Tatiana Dessi.
- Omar Hassan (stagione 8), interpretato da Anil Kapoor, doppiato da Pasquale Anselmo.
- Brian Hastings (stagione 8), interpretato da Mykelti Williamson, doppiato da Paolo Marchese.
- Dana Walsh (stagione 8), interpretata da Katee Sackhoff, doppiata da Laura Romano.
- Rob Weiss (stagione 8), interpretato da Chris Diamantopoulos, doppiato da Christian Iansante.
- Arlo Glass (stagione 8), interpretato da John Boyd, doppiato da Corrado Conforti.
- Cole Ortiz (stagione 8), interpretato da Freddie Prinze Jr., doppiato da Niseem Onorato.